# Denkmalgeschützte Gebäude in Niederzeuzheim
Niederzeuzheim, heute ein Stadtteil der Kleinstadt Hadamar in Hessen, weist eine große Zahl denkmalgeschützter Gebäude auf.

## Verkehrsbauwerke

### Elbbachbrücke

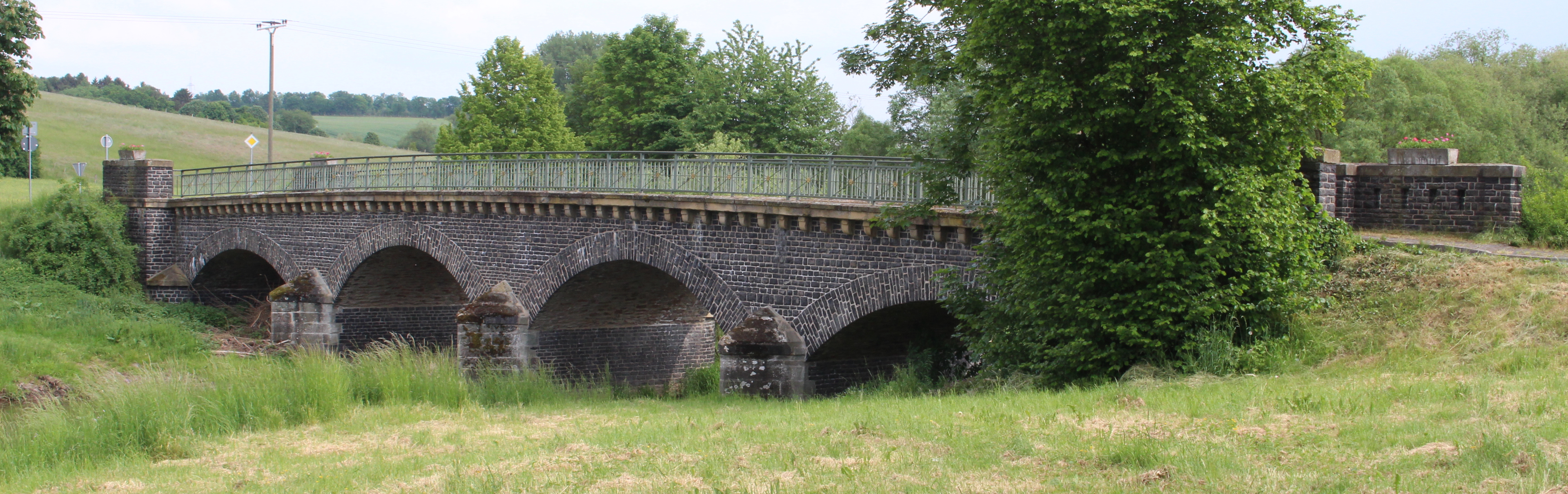
Elbbachbrücke

Das breite Tal des Elbbachs wurde 1910 mit dieser flachen, vierbogigen Brücke versehen, über die die Straße östlich des Dorfkerns zum Nachbarort Oberzeuzheim führt. Das Mauerwerk ist aus vergleichsweise kleinen, unregelmäßigen Basaltquadern gefügt. Die Fahrbahn ragt auf Konsolen seitlich über den Brückenkörper hinaus. Ein Eisengeländer begrenzt die Fahrbahn, wird auf den Landbögen aber durch durchbrochenes Mauerwerk ersetzt. Die halbrunden Flusspfeiler treten deutlich hervor und sind oberstrom mit Marmor verblendet.

### Salzbachbrücke

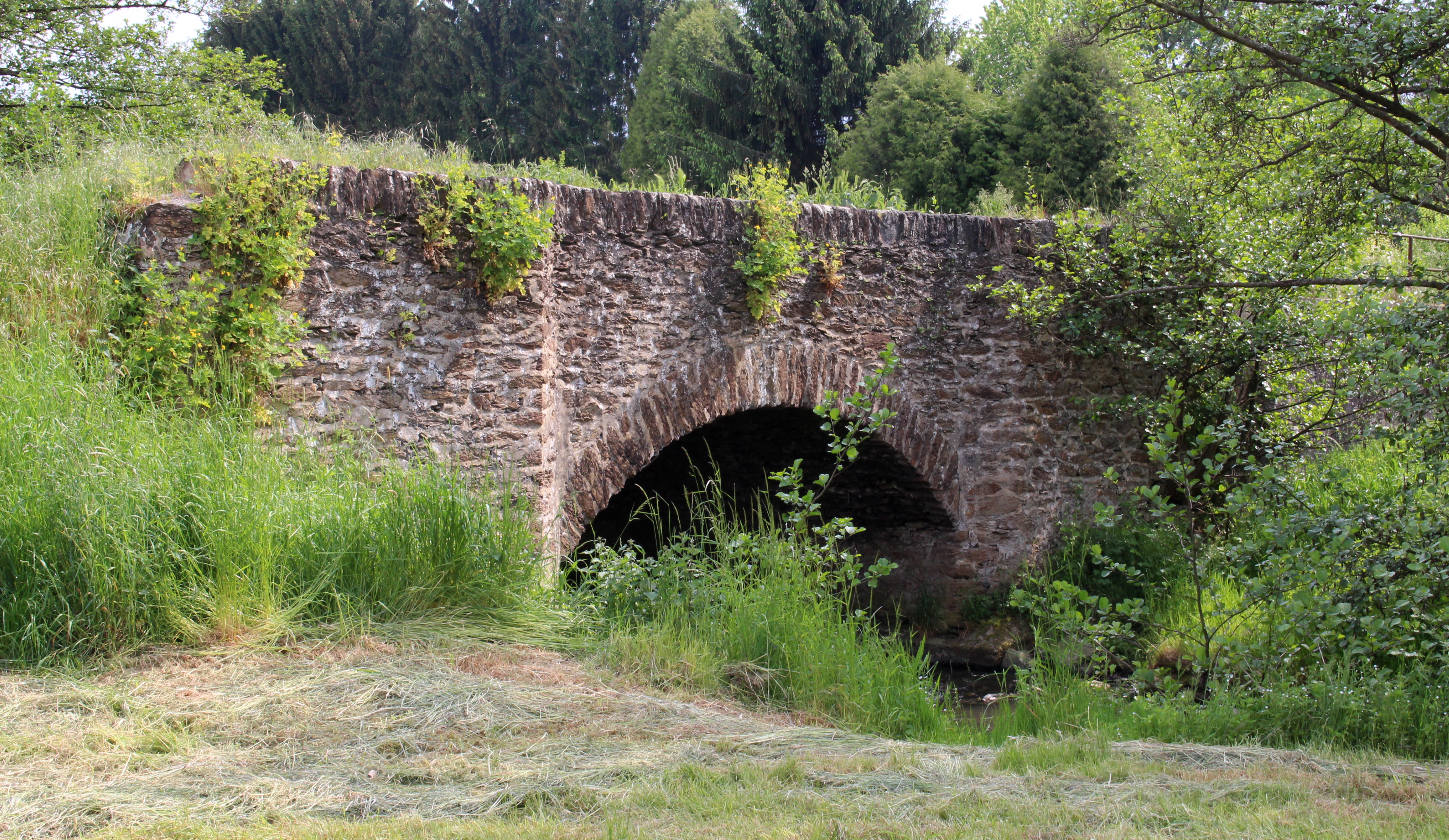
Salzbachbrücke

Die Brücke überspannt den Salzbach südwestlich des Dorfkerns. Sie wurde um 1850 herum als Bruchsteinbauwerk mit einem einzigen Stichbogen errichtet. Senkrecht eingesetzte Quadersteine im Bogeninneren sowie auf der Brüstung als so genannte „Rollschicht“ bilden den einzigen Bauwerksschmuck. Der Weg über die Brücke erschloss die jenseits des Baches liegenden Felder, stellte aber auch die Verbindung zum Nachbarort Molsberg und damit den Anschluss an den überörtlichen Verkehrsweg nach Siegen sicher.

### Bahnhof

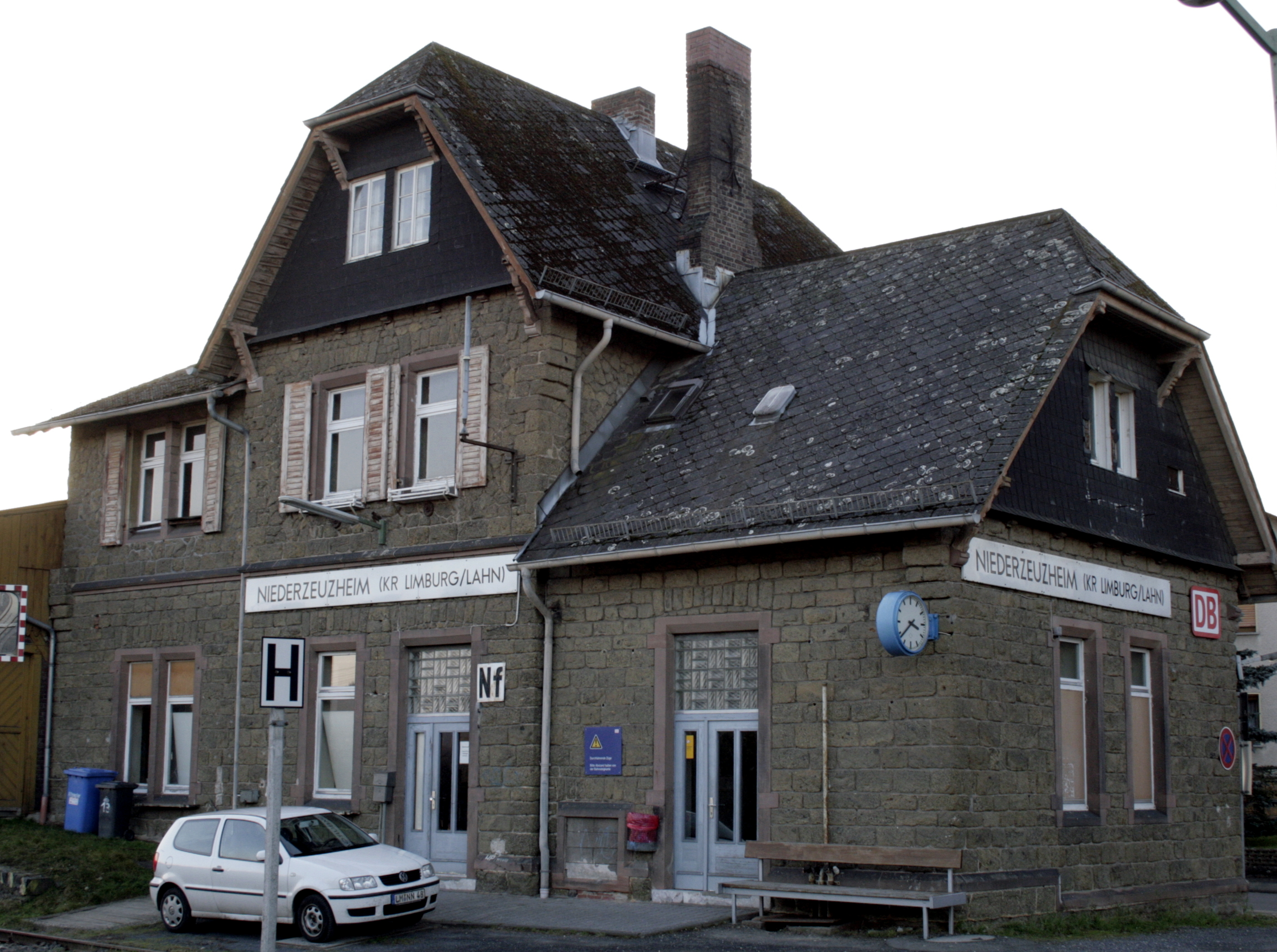
Bahnhof

Das Gebäude entstand zwischen 1884 und 1886 während der Weiterführung der Oberwesterwaldbahn von Hadamar nach Westerburg. Es handelt sich um ein Beispiel der Bahnhofsfamilie, wie sie entlang der Strecke auch in Frickhofen und Wilsenroth zu finden sind. Die Mauern sind als Bossenwerk aus regionalem Basalttuff ausgeführt. Der Mittelrisalit springt nur wenig vor. Die jeweils obersten Stockwerke wurden aus Fachwerk konstruiert. Das Walmdach des südlichen Flügels wurde durch eine Aufstockung zerstört, die beiden übrigen Walmdächer sind erhalten. Ein südlich angebauter Güterschuppen wurde 2009 abgerissen.

## Öffentliche Bauten

### Kirche

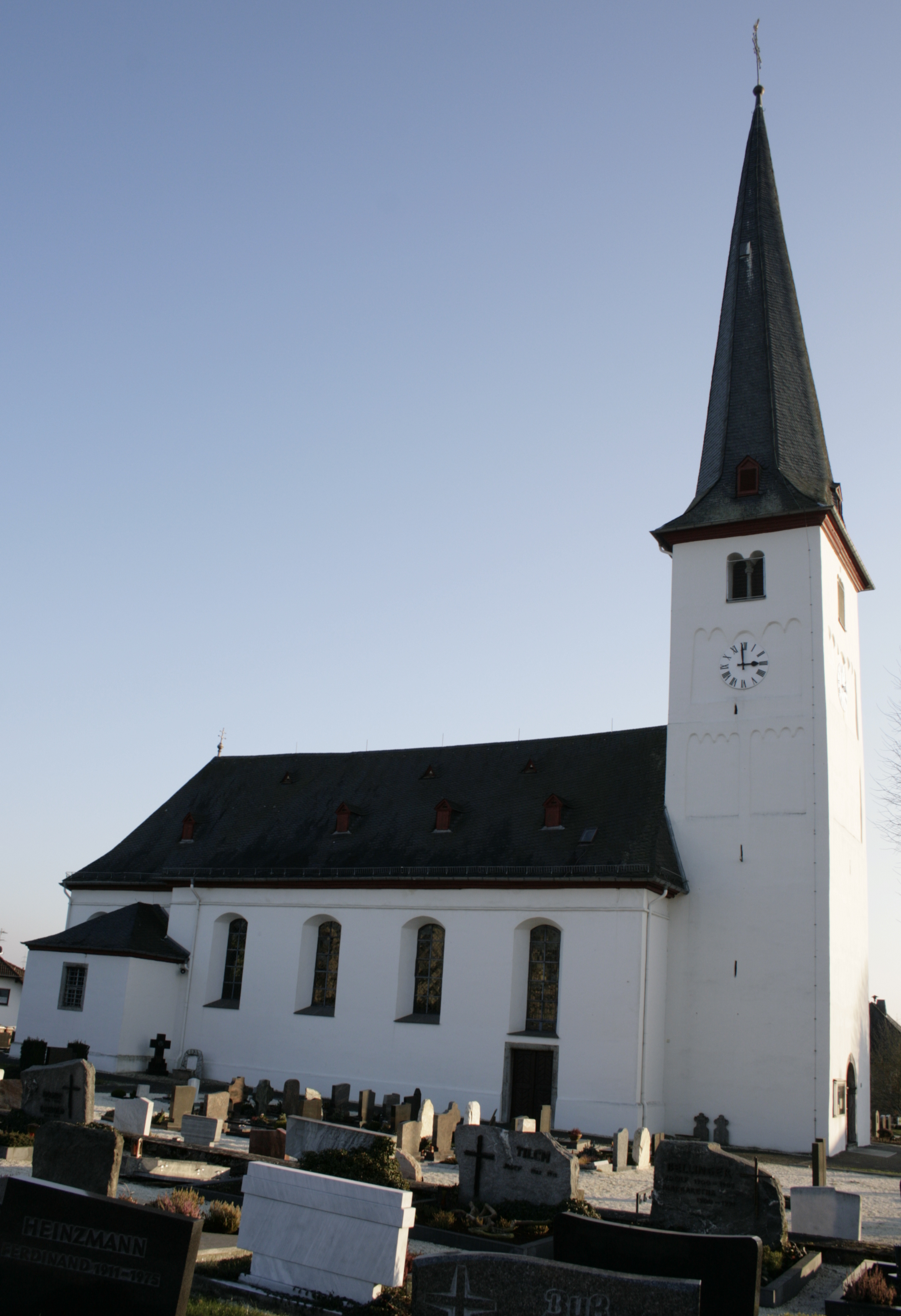
Pfarrkirche St. Peter

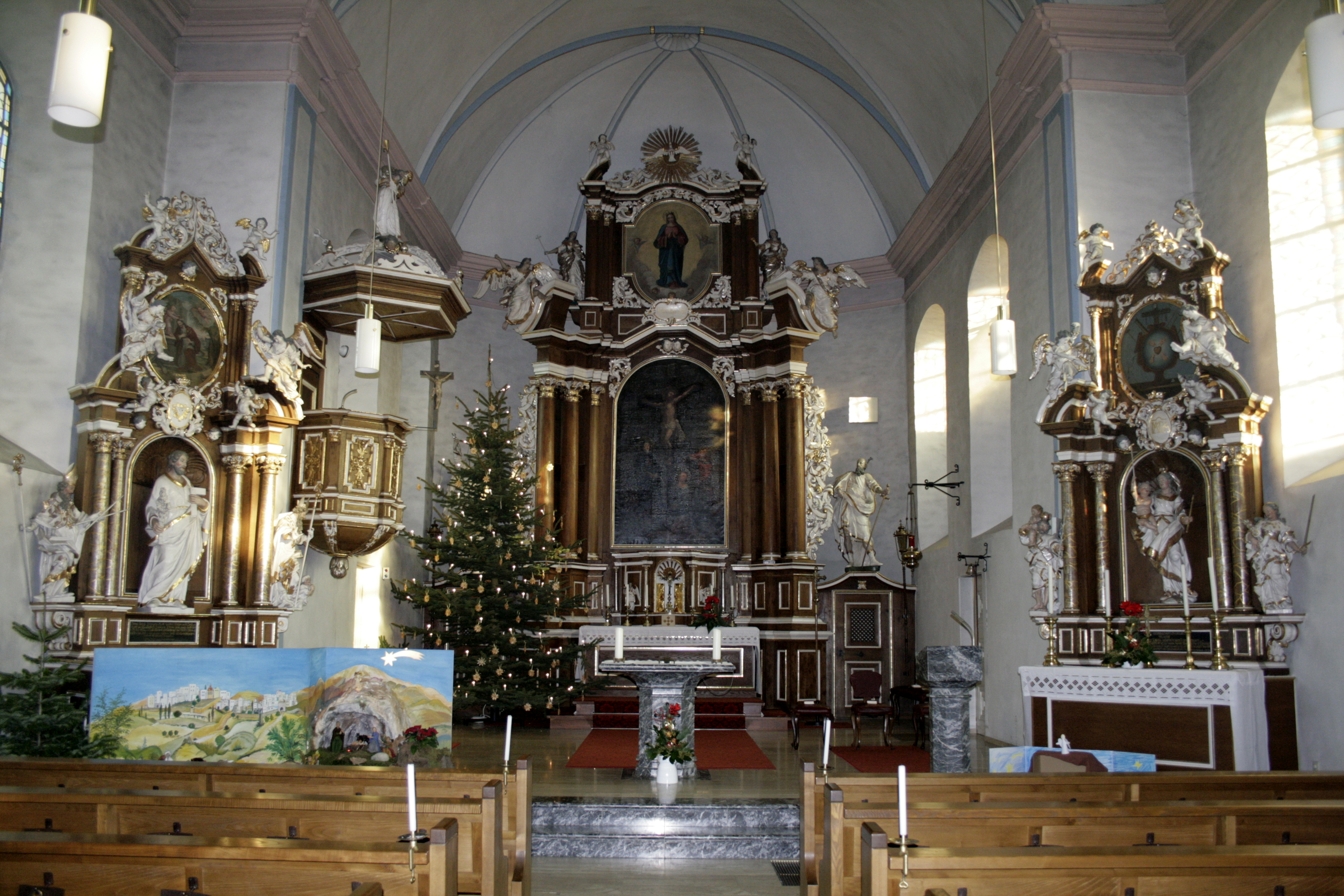
Altarraum der Kirche
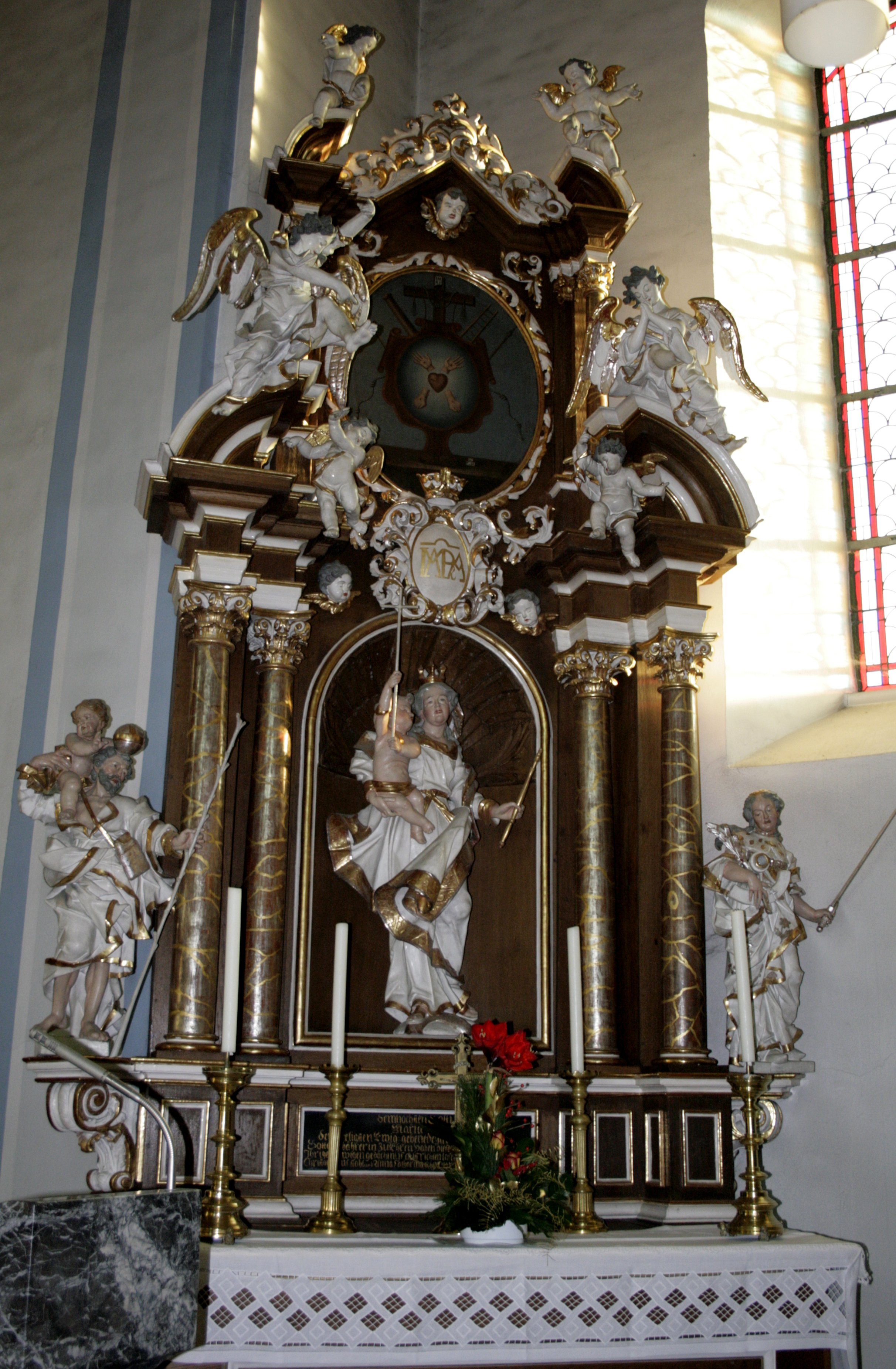
Marien-Seitenaltar der Pfarrkirche
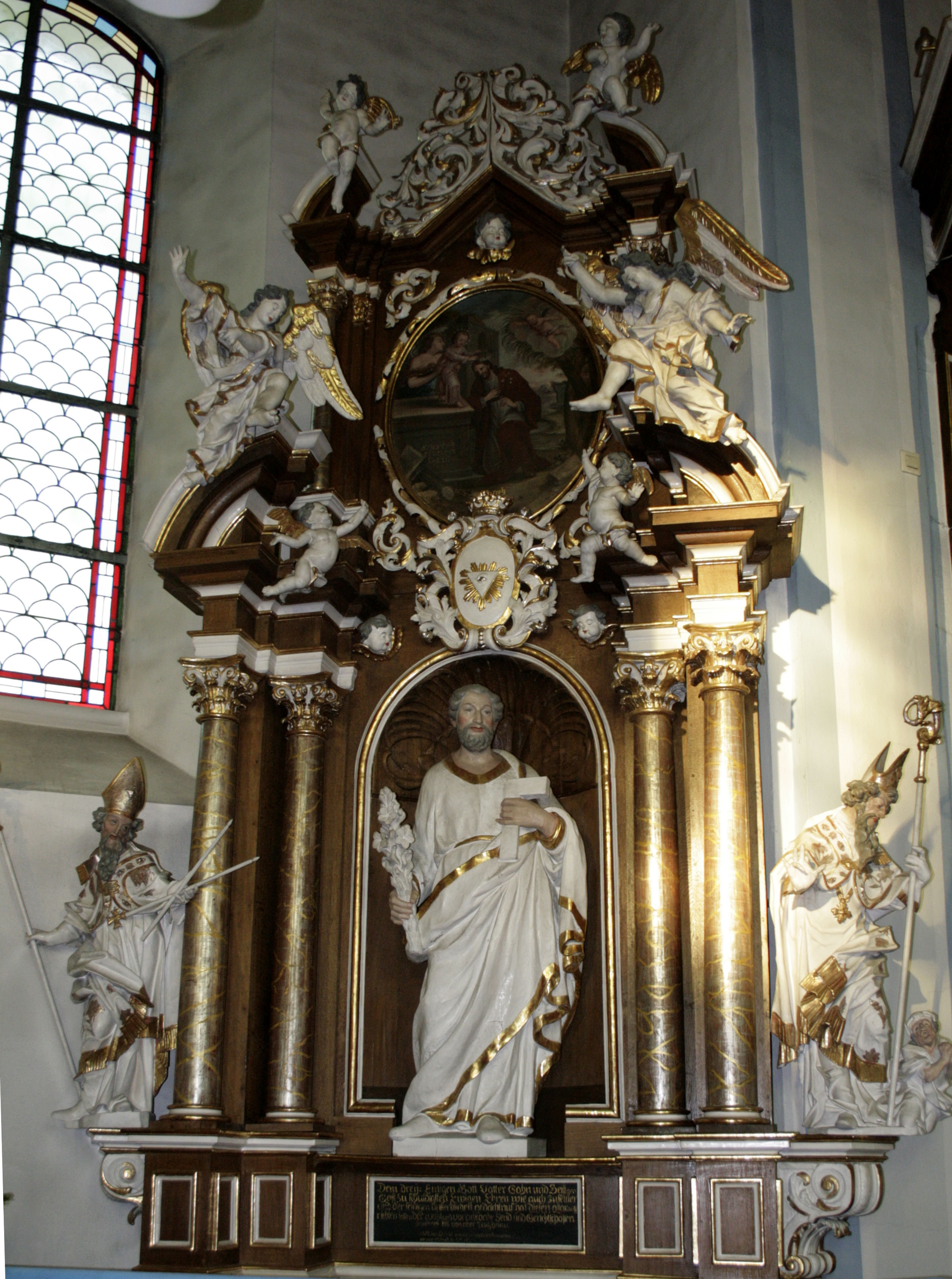
Josefs-Seitenaltar der Pfarrkirche

Das Gebäude der katholischen Pfarrkirche St. Petrus stammt in seiner heutigen Form aus dem Jahr 1737. Die erste Kirche wurde vermutlich ebenfalls an dieser Stelle im 9. Jahrhundert errichtet. Spätestens ab dem Ende des 12. Jahrhunderts war Niederzeuzheim Mittelpunkt eines ausgedehnten Kirchspiels, dem zeitweise auch das wesentlich größere Hadamar zugeordnet war.
Der untere Teil des schlanken Kirchturms der heutigen Anlage stammt noch von einem Kirchenbau des 12. Jahrhunderts. Lisenen- und Bogenfriese schmücken seine Fassade. Nachdem der größte Teil der Vorgängerkirche 1726 abgerissen wurde, erfolgte eine Aufstockung des romanischen Turms. Auch das Türportal und das extrem spitze Turmdach stammen von diesem Umbau. Die Klangarkaden unter dem Dach stammen aus dem vorherigen Turm und wurden erneut eingebaut. Auch die 1447 gegossene Marienglocke tat bereits in der Vorgängerkirche als erste Kirche im Ort ihren Dienst. Sie ist heute noch vorhanden.
Das Langhaus ist vom Barock in seiner regionalen Ausformung des „Hadamarer Barock“ geprägt. Es zeigt viele Skulpturen des Bildhauers Martin Volck und wurde bis 1740 mit drei aufwändig gestalteten Altären versehen. Der Chor fällt sehr schmal aus, die Decke ist mit einem Holz-Tonnengewölbe gestaltet.
Im Gegensatz zu vielen anderen Orten der Umgebung hat sich in Niederzeuzheim die räumliche Einheit von Kirche und direkt umgebendem Friedhof erhalten. Am Kirchturm haben sich zwei Marmorgrabsteine in der typischen Gestaltung des 18. Jahrhunderts erhalten. Bis weit in das 20. Jahrhundert hinein waren Kirche und Friedhof noch von einer alten Einfassungsmauer umgeben und landwirtschaftlich genutztes Pfarrland schloss sich unmittelbar an.
Neben ihrer bauhistorischen Bedeutung ist die Kirche auch als Naturdenkmal anerkannt, da sich auf dem Dachboden eine Wochenstubenkolonie des Großen Mausohrs mit rund 350 Weibchen befindet.

### Kreuzkapelle

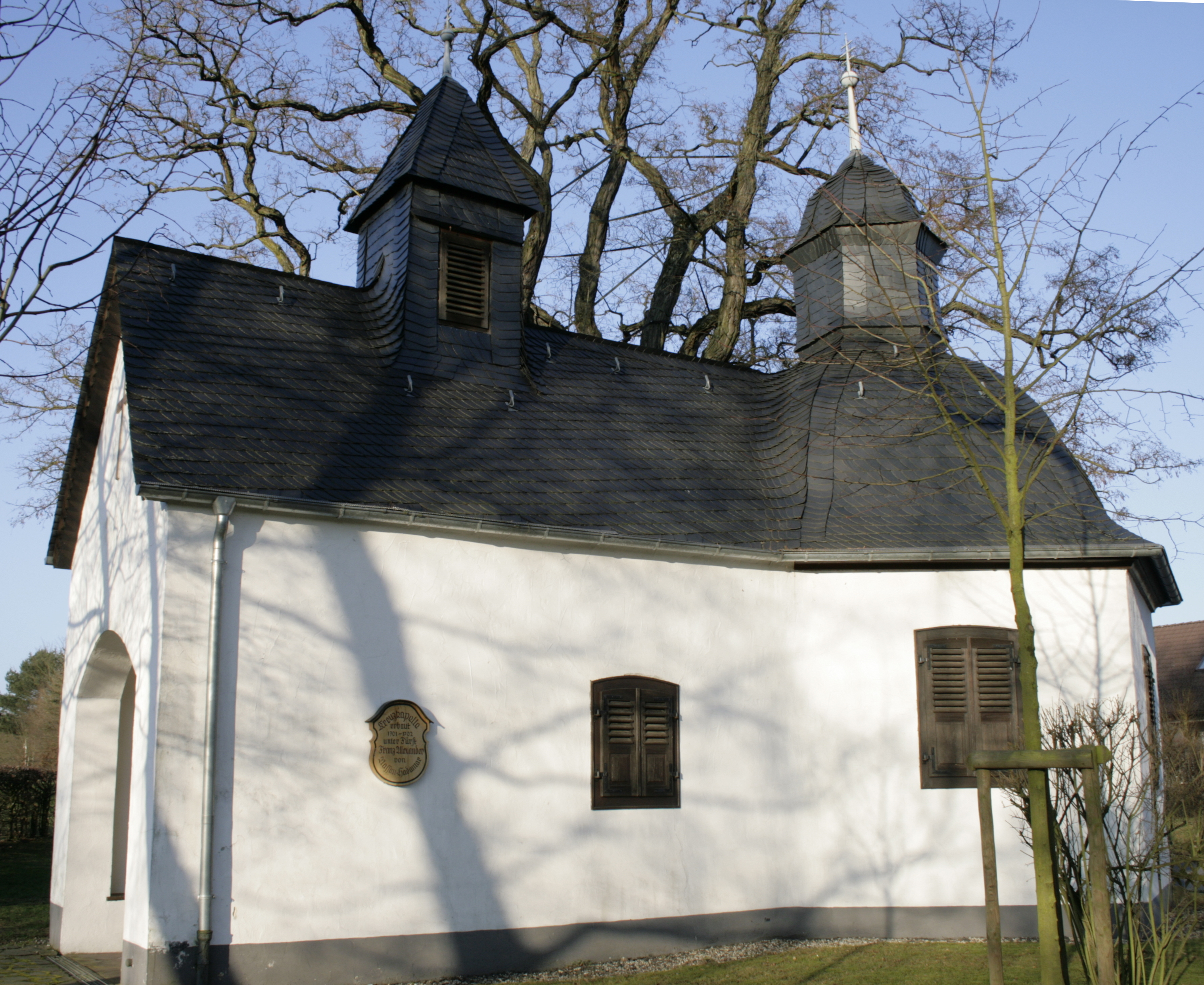
Kreuzkapelle

Die von 1706 bis 1711 errichtete Kapelle lehnt sich an das Vorbild der Herzenbergkapelle in Hadamar an. Der sechsseitige Hauptbau wird von einer Haube mit Laterne überwölbt. Die Vorhalle gehört zum ursprünglichen Baukörper, erhielt aber erst später einen Dachreiter. Die Kreuzkapelle wurde auf Betreiben des Franziskanerklosters in Hadamar erbaut. Der Nassau-Hadamarer Fürst Franz Alexander unterstützte die Errichtung finanziell und mit der Stiftung einer Kreuzreliquie. Kirchenpolitischer Hintergrund war der versuchte Ausgleich gegenüber den Jesuiten, die die Herzenbergkapelle in Hadamar erhalten hatten.

### Pfarrhaus und Pfarrscheune

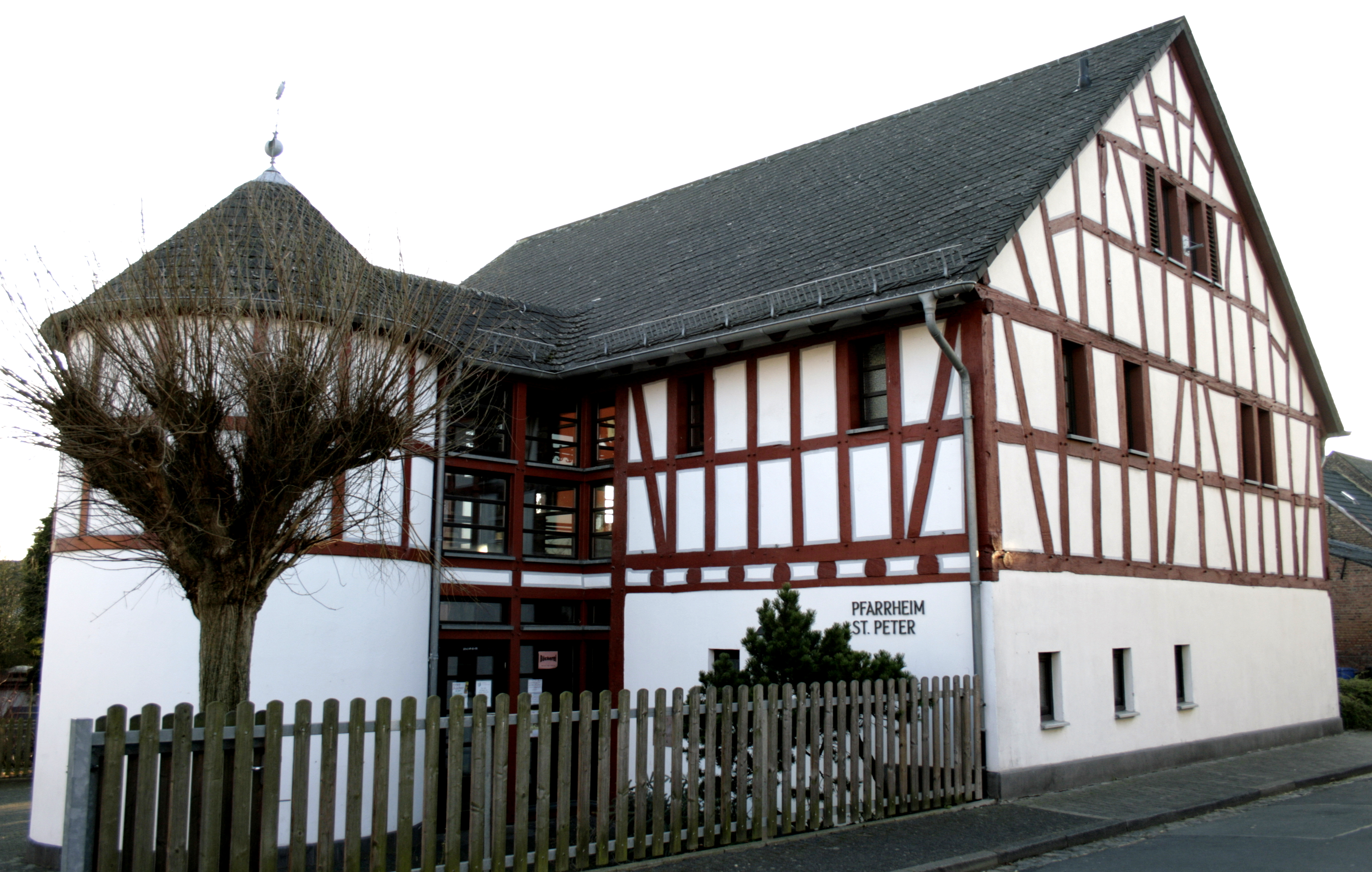
Pfarrheim, ehemals Zehntscheune

Unter dem Verputz des Pfarrhauses, der in der ersten Hälfte des 19. Jahrhunderts aufgetragen wurde verbirgt sich im Obergeschoss Fachwerk, das 1748 errichtet wurde. Die Erdgeschosswände bestehen vermutlich aus Stampflehm. Für das Obergeschoss der Scheune ist ebenfalls eine Errichtung im Jahr 1748 überliefert. Das Fachwerk weist sehr klare, schmucklose Formen auf. Der angebaute Rundturm entstammt der Sanierung mit Ausbau zum Pfarrheim im Jahr 1984. Heutige Adresse: Kapellenstraße 3

### Grundschule

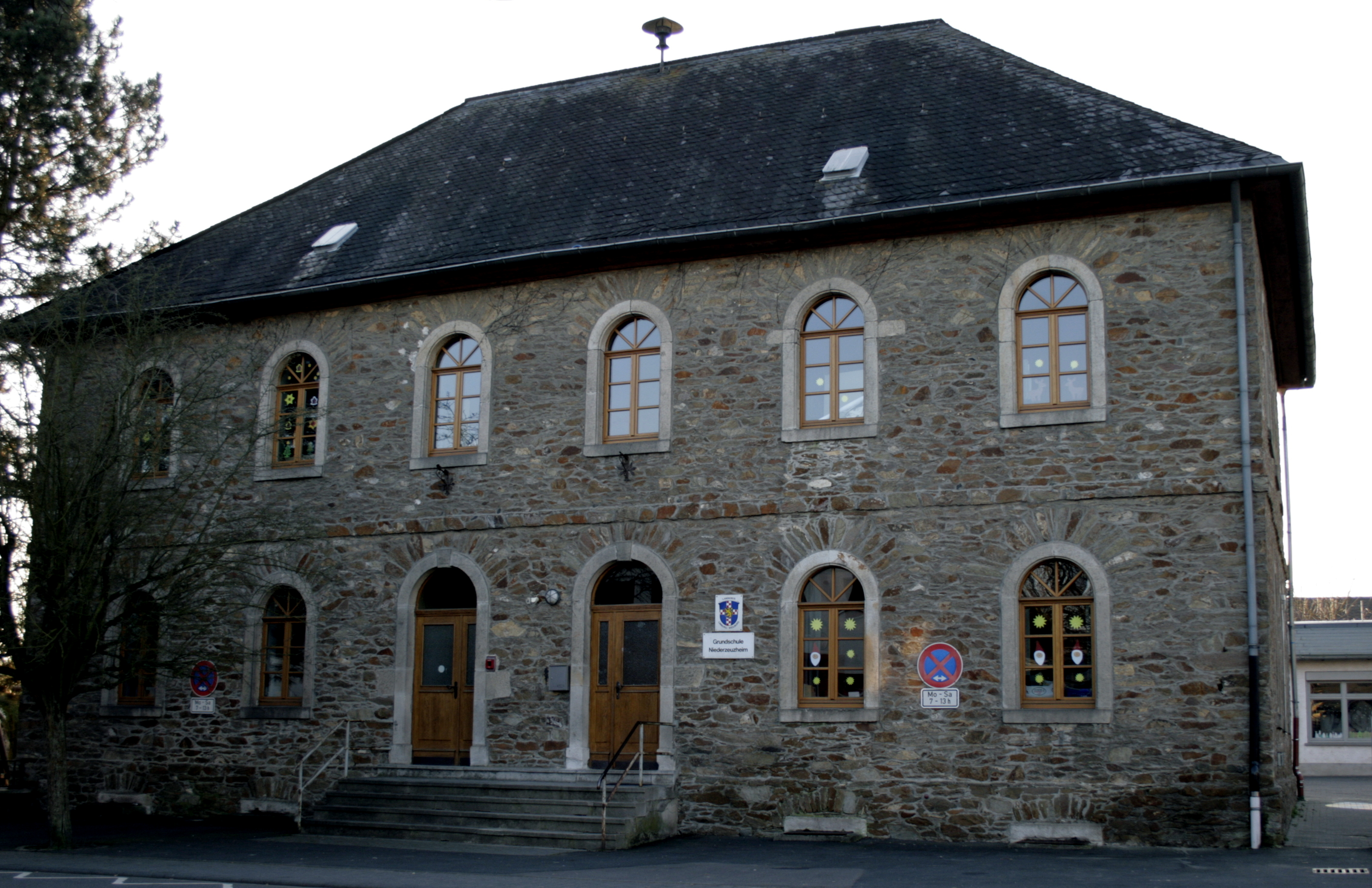
Grundschule

1836 wurde der Bruchsteinbau im Rahmen des nassauischen Schulbauprogramms nach Plänen des Diezer Baumeisters Haas als Volksschule für den Ort errichtet. Der Bauschmuck beschränkt sich weitgehend auf die Rahmung der rundbögigen Fenster und deren Ummauerung.

## Wohnhäuser

### Bahnhofstraße 2

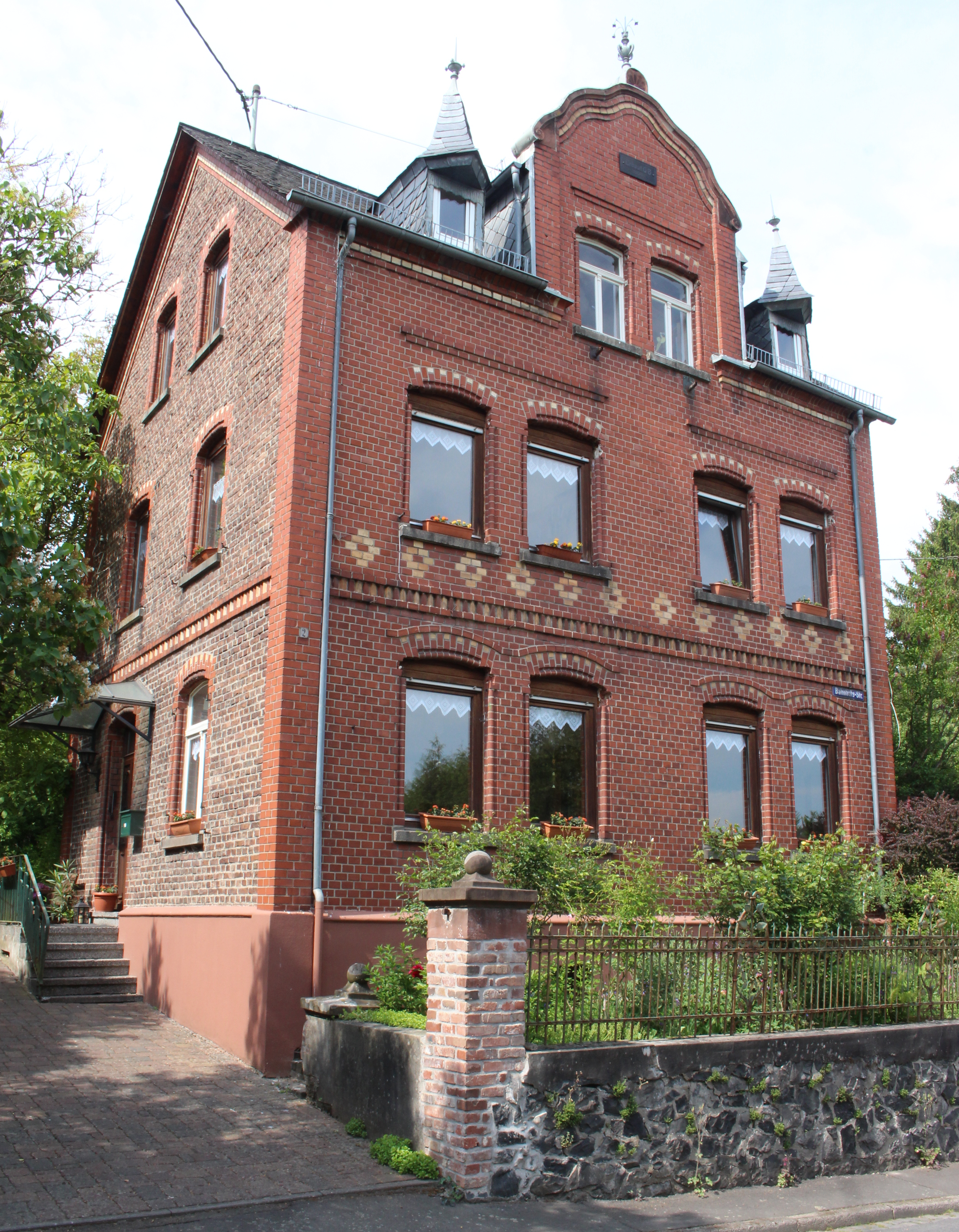
Bahnhofstraße 2

Dieser Klinkerbau, der nach der Jahreszahl auf der Wetterfahne aus dem Jahr 1904 stammt, ist ein für Niederzeuzheim ungewöhnlich villenhaft anmutender Bau. Farblich abgesetzte und ornamental vermauerte Steine heben die Fenster, Friese und Simse der Fassade besonders hervor. Der gewellte Giebel des Zwerchhauses und die auffällig spitzen Dächer den flankierenden Gauben machen den Einfluss des Jugendstils auf die Gestaltung deutlich. Der schmiedeeiserne Zaun auf der Terrassenmauer aus Basalt ist mit großem gestalterischen Aufwand konstruiert.

### Bornfelsgasse 1

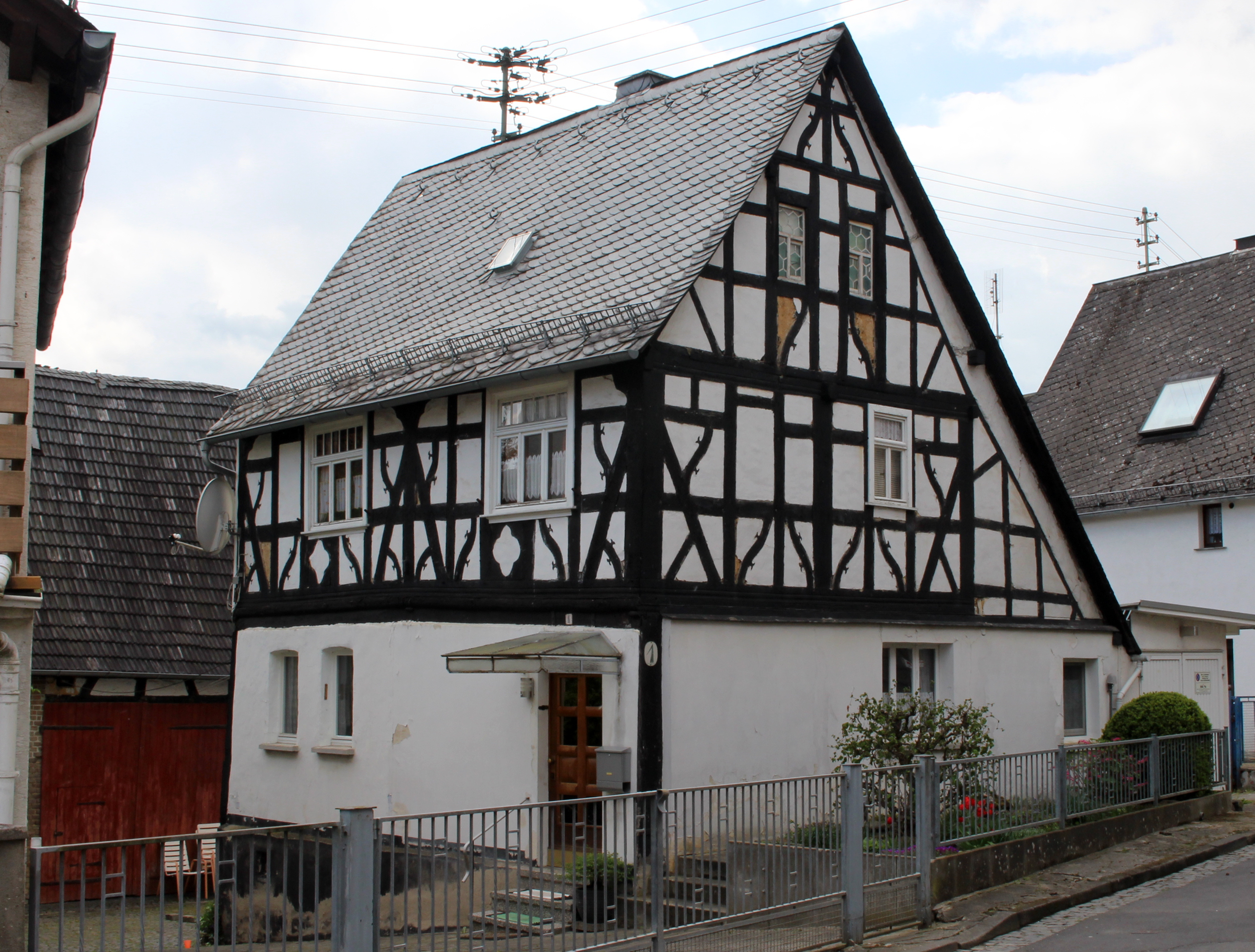
Bornfelsgasse1, Scheune im Hintergrund nur teilweise zu sehen

Das Wohnhaus dieses Dreiseithofs ist ein typisches Beispiel für den Westerwälder Fachwerk-Stil am Anfang des 18. Jahrhunderts mit zahlreichen genasten halbrunden oder gewellten Kurzstreben. Auch der Niederlass auf der Hofabgewandten Seite ist typisch für den Westerwälder Fachwerkbau.

### Brückenmühle

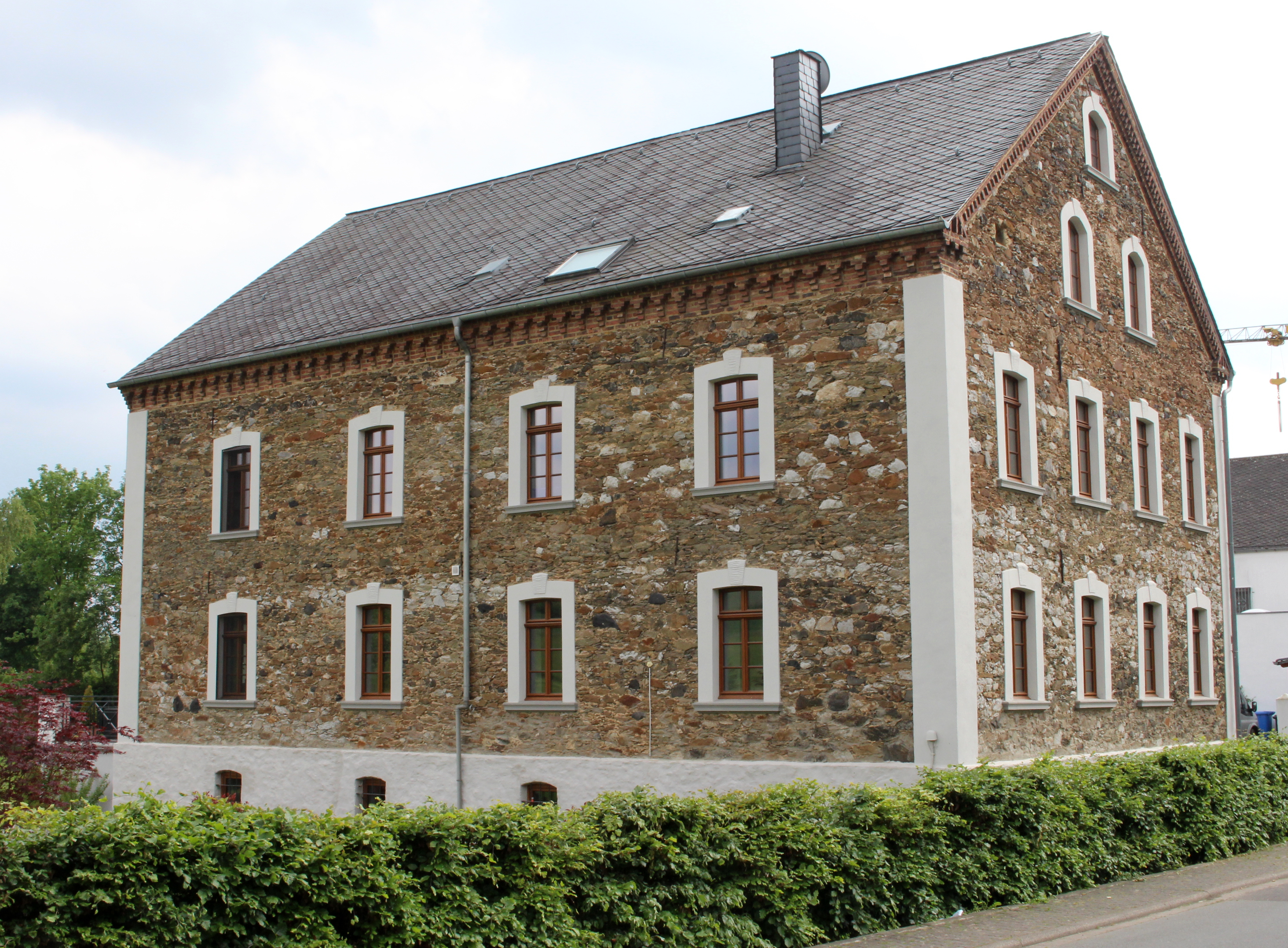
Brückenmühle

1871 wurde die Mühle errichtet, nachdem der Vorgängerbau abgebrannt war. Die massigen Bruchsteinmauern werden durch die Mauerkrone und Gesimse aus Backstein sowie Verputz an den Ecken und den Fenstern aufgelockert. 1921 wurde die Anlage grundlegend renoviert. Bis zum Ende des 20. Jahrhunderts diente sie als Landwarenhandlung. Nach dem Jahr 2000 wurde die ehemalige Mühle grundlegend renoviert und zum Wohnhaus umgebaut. Vermutlich gehörten frühen noch zahlreiche weitere Gebäude zur Mühlenwirtschaft. Die beiden Eingänge boten einen getrennten Eingang zu Mühlen- und Wohntrakt.
Am 26. Februar 2024 wurde dieses Gebäude durch eine Verpuffung aufgrund eines Gasaustritts bei einem benachbarten Unternehmen komplett zerstört, als sich der Eigentümer trotz feuerpolizeilicher Sperrung der Gefahrenzone Zutritt zum Objekt verschaffte.

### Dreimannsgasse 5

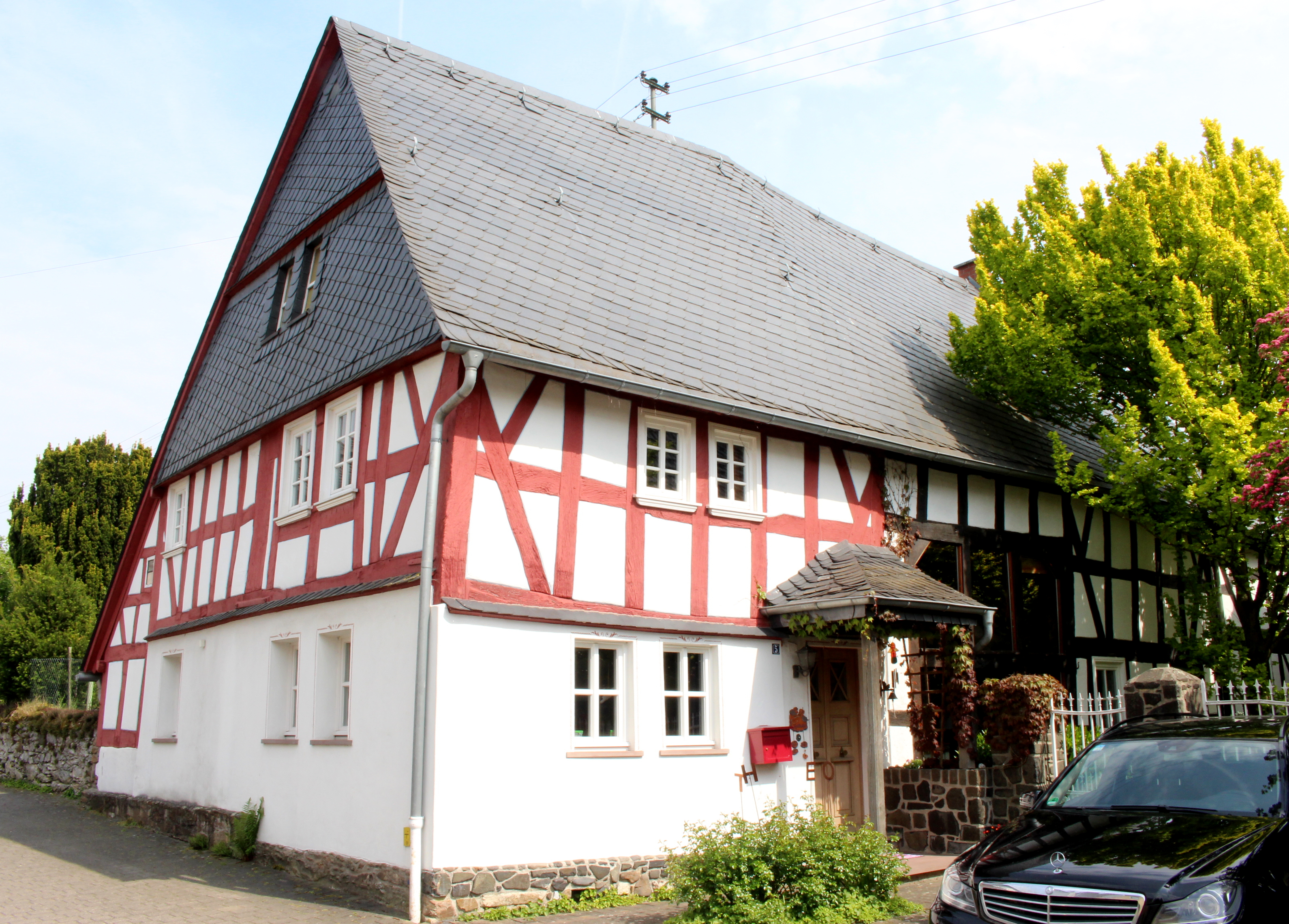
Dreimannsgasse 5

Der vergleichsweise schlichte Fachwerkbau in Ständerbauweise aus dem späten 18. Jahrhundert nimmt die in der Region nicht sehr verbreitete und in Niederzeuzheim sonst nicht mehr erhaltene Form des Einhauses oder Streckhofs an, allerdings mit typischem Niederlass. Ursprünglich war das Gebäude wohl in drei Zonen geteilt, eine vierte wurde nachträglich angefügt.

### Dreimannsgasse 14

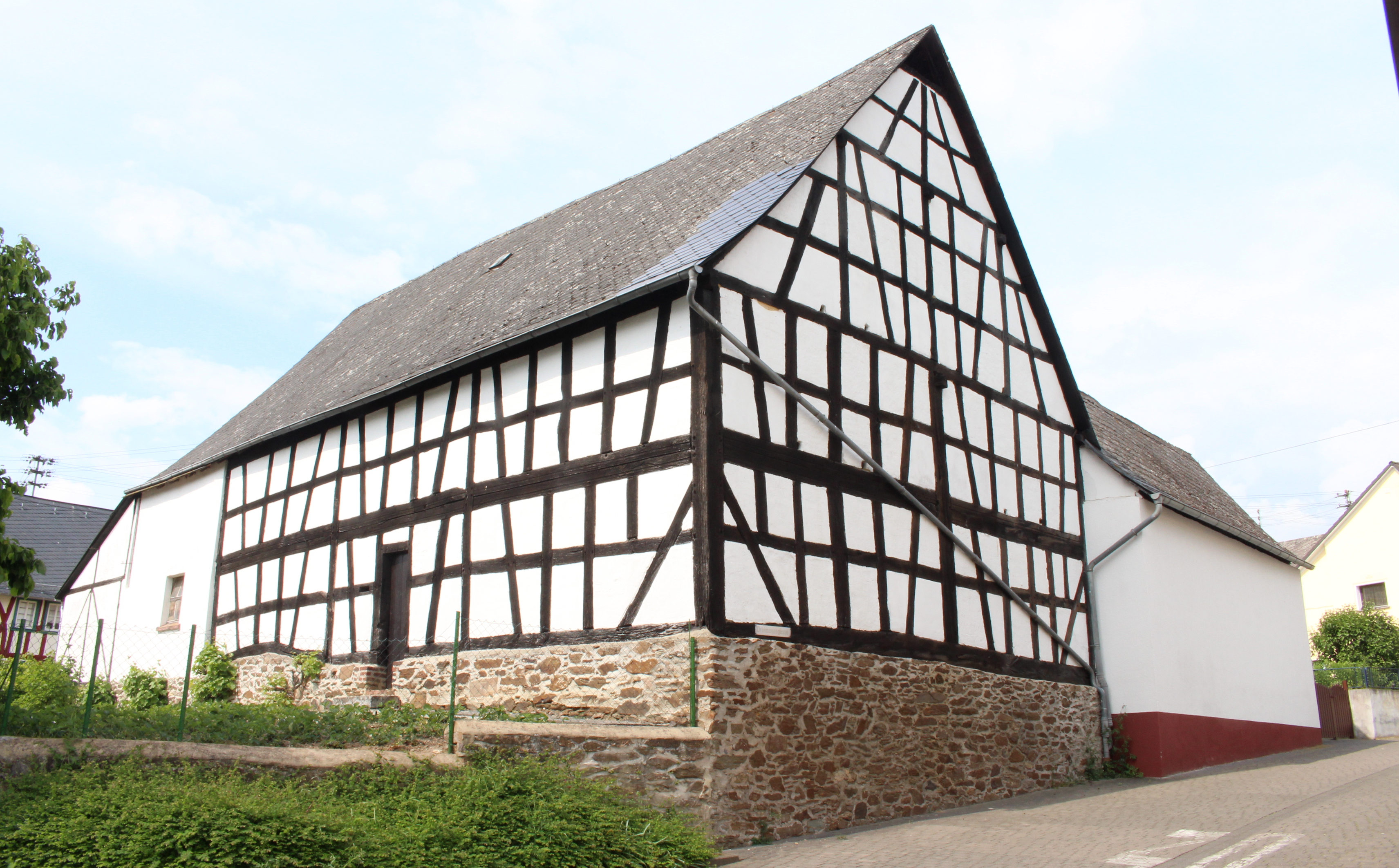
Dreimannsgasse 14

Diese um 1800 errichtete Scheune kommt gänzlich ohne Bauschmuck aus. Der mittlere Riegel deutet mit seinen Einzapfungen bereits von außen darauf hin, dass die Deckenlager im Inneren flexibel umgebaut werden konnten. Im Gegensatz zu der ansonsten dominierenden Stockwerkbauweise ist die Scheune, ebenso wie das Haus Dreimannsgasse 5 als Ständerbau errichtet.

### Kapellenstraße 1/Kirchgasse 2

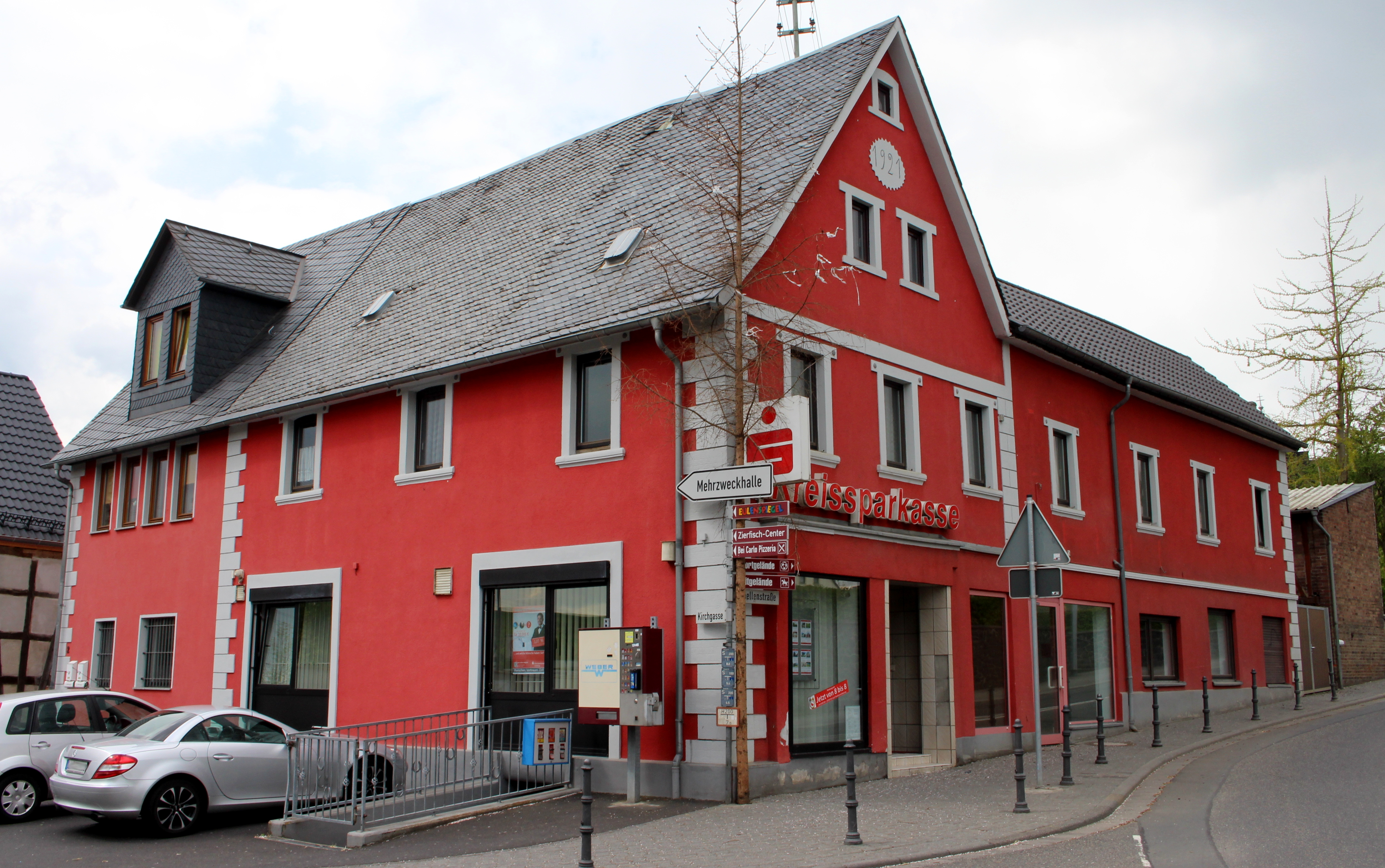
Kapellenstraße 1/Kirchgasse 2

Die beiden Häuser markieren heute an der Durchgangsstraße den Beginn des alten Dorfkerns. Sie gehörten ursprünglich zu einer Hofreite, wobei das Haus Kirchgasse 2 das Altenteil war. Beide Gebäude stammen aus der Zeit um 1800. Der vordere Bau wurde 1921 verputzt. An dem noch freiliegenden Fachwerk schmücken profilierte Bänder die stärkeren Balken.

### Kirchgasse 1

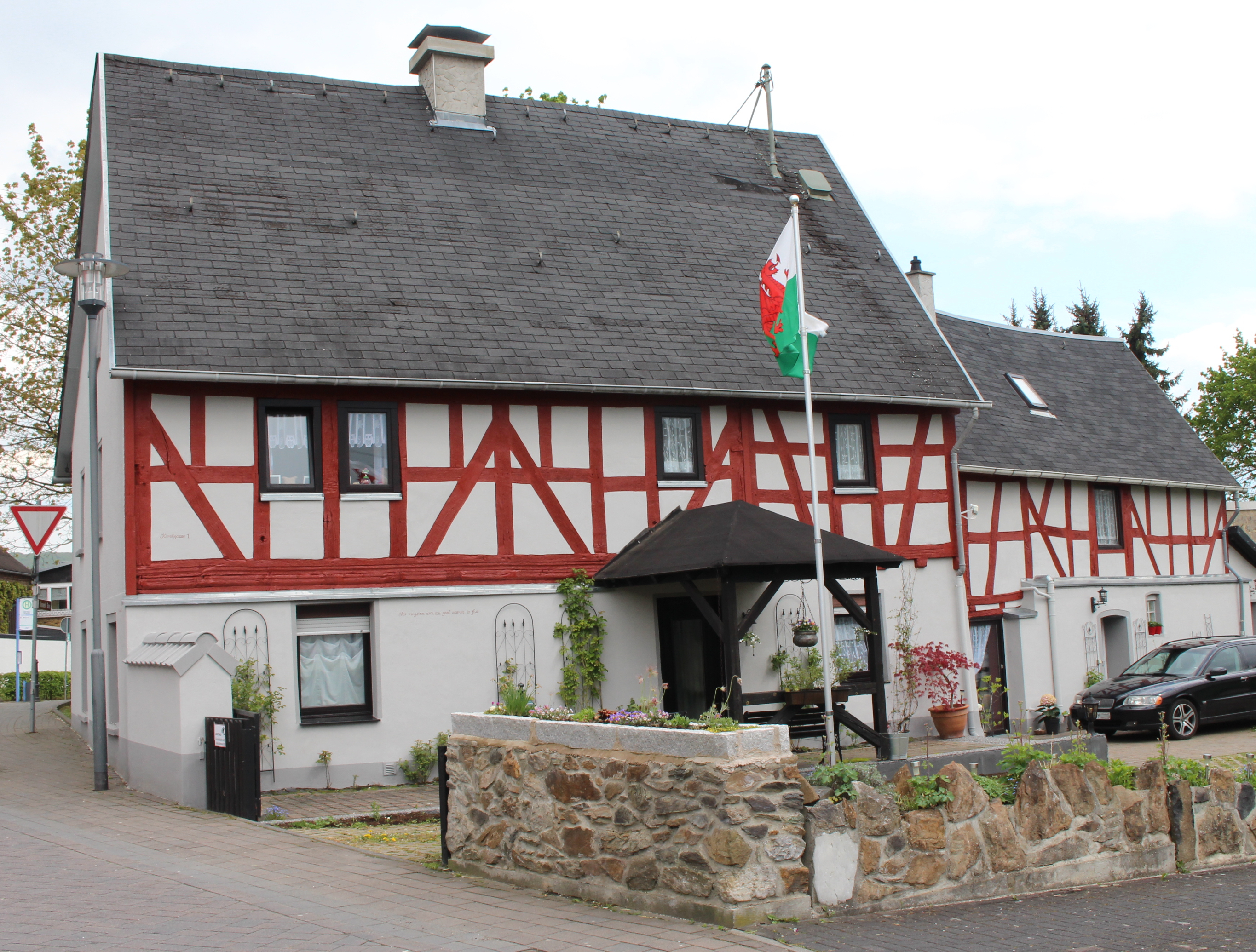
Kirchgasse 1

Bei diesem Gebäude handelt es sich um einen der letzten erhaltenen Fachwerkhöfe am Südrand des alten Ortskerns. Die Anlage im Stil eines Streckhofs wurde vermutlich am Ende des 18. Jahrhunderts erbaut und zeigt bis heute sein klares, wenig verziertes Fachwerk. Vor allem hat sich die alte Fensterstruktur erhalten. Das ursprünglich zweizonige Wohnhaus wurde später erweitert.

### Kirchgasse 4/6

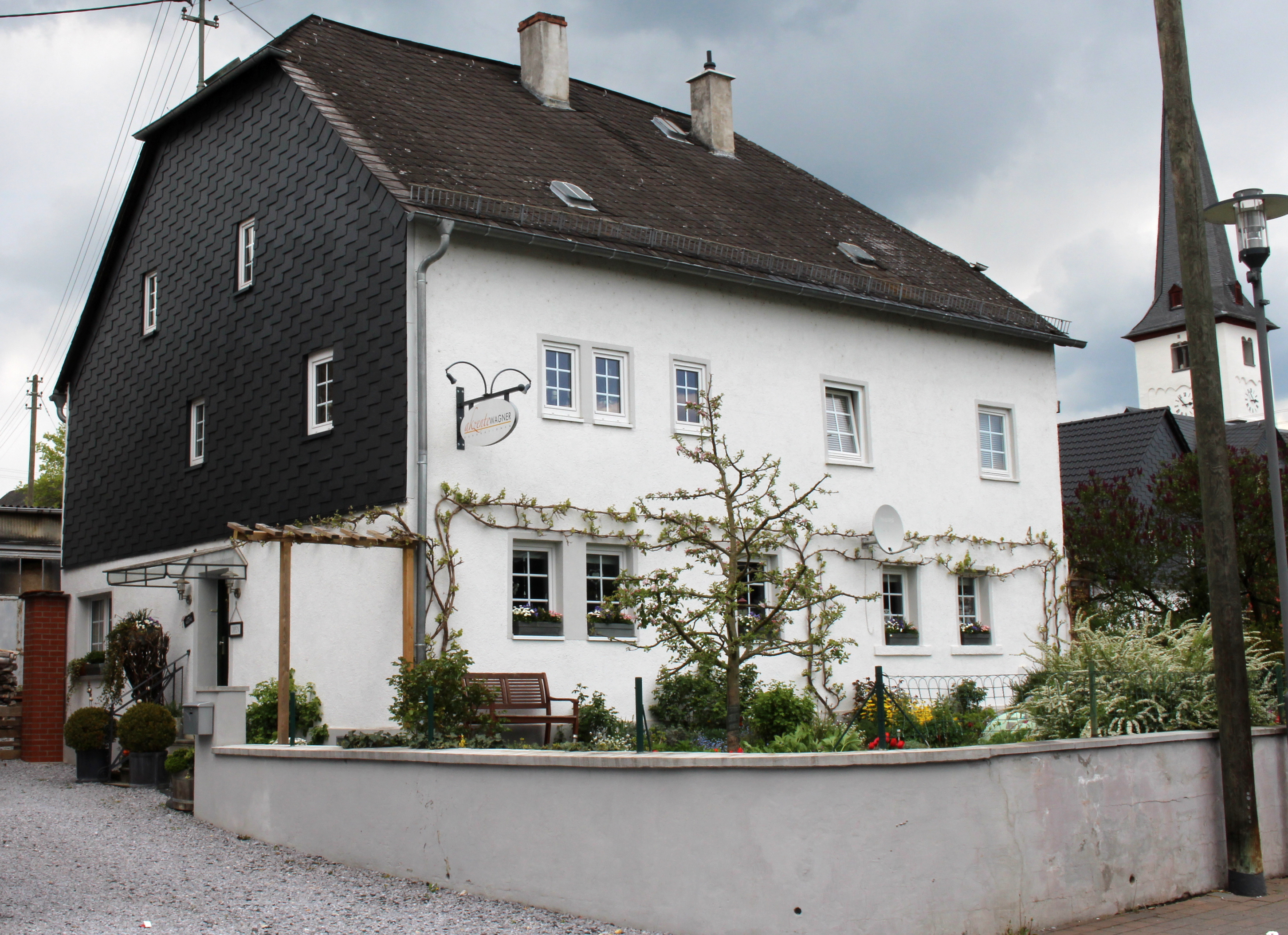
Kirchgasse 4/6 aus Südwesten gesehen

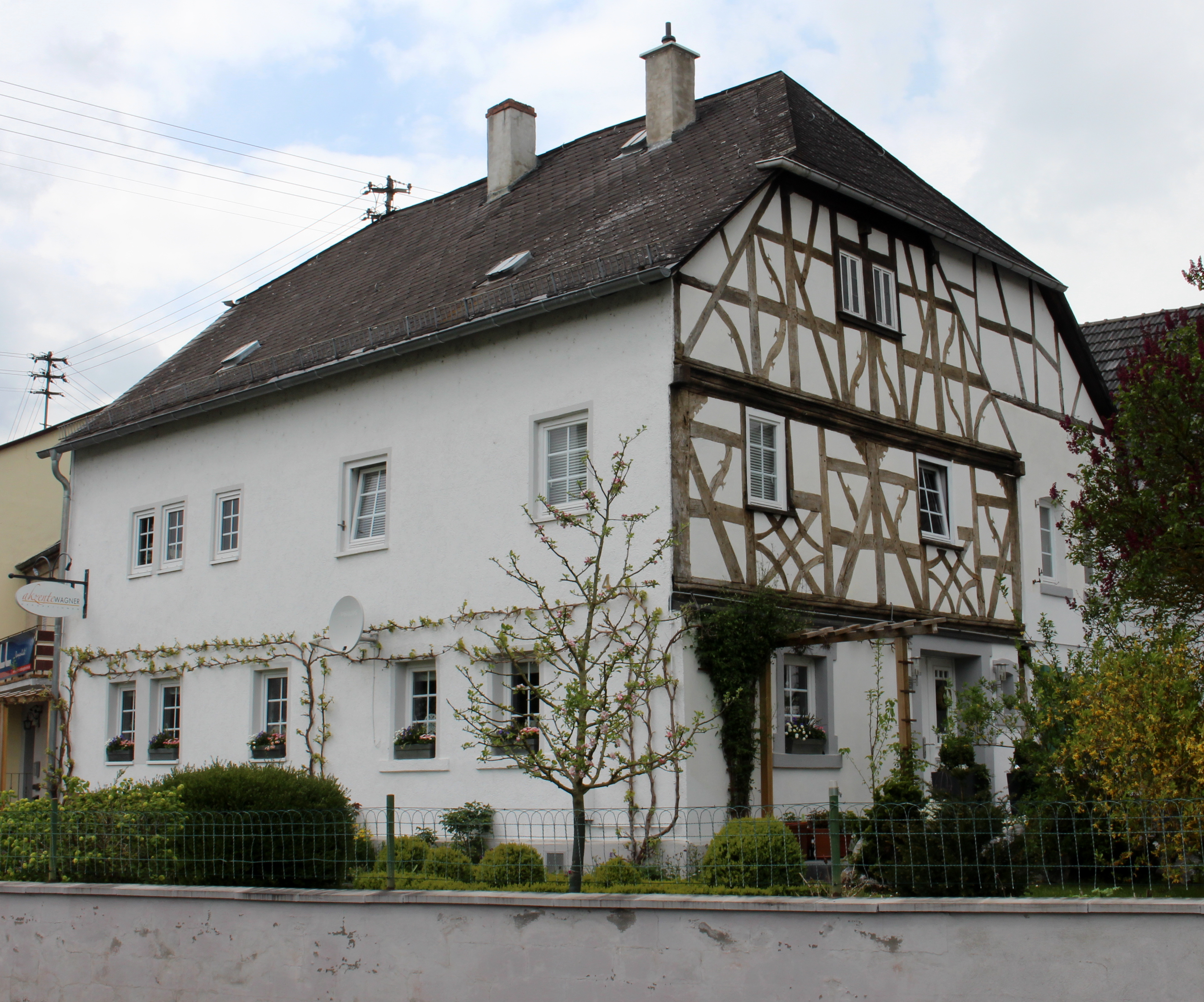
Kirchgasse 4/6 aus Südwesten gesehen

In dieses Gebäude wurde ein kleinerer Fachwerkbau des 18. Jahrhunderts einbezogen. Das Fachwerk ist heute noch in einer Hälfte des Obergeschosses zu sehen. An ihm stechen seine Mannformen und Kreuzformen unter den Fenstern hervor.

### Kirchgasse 13

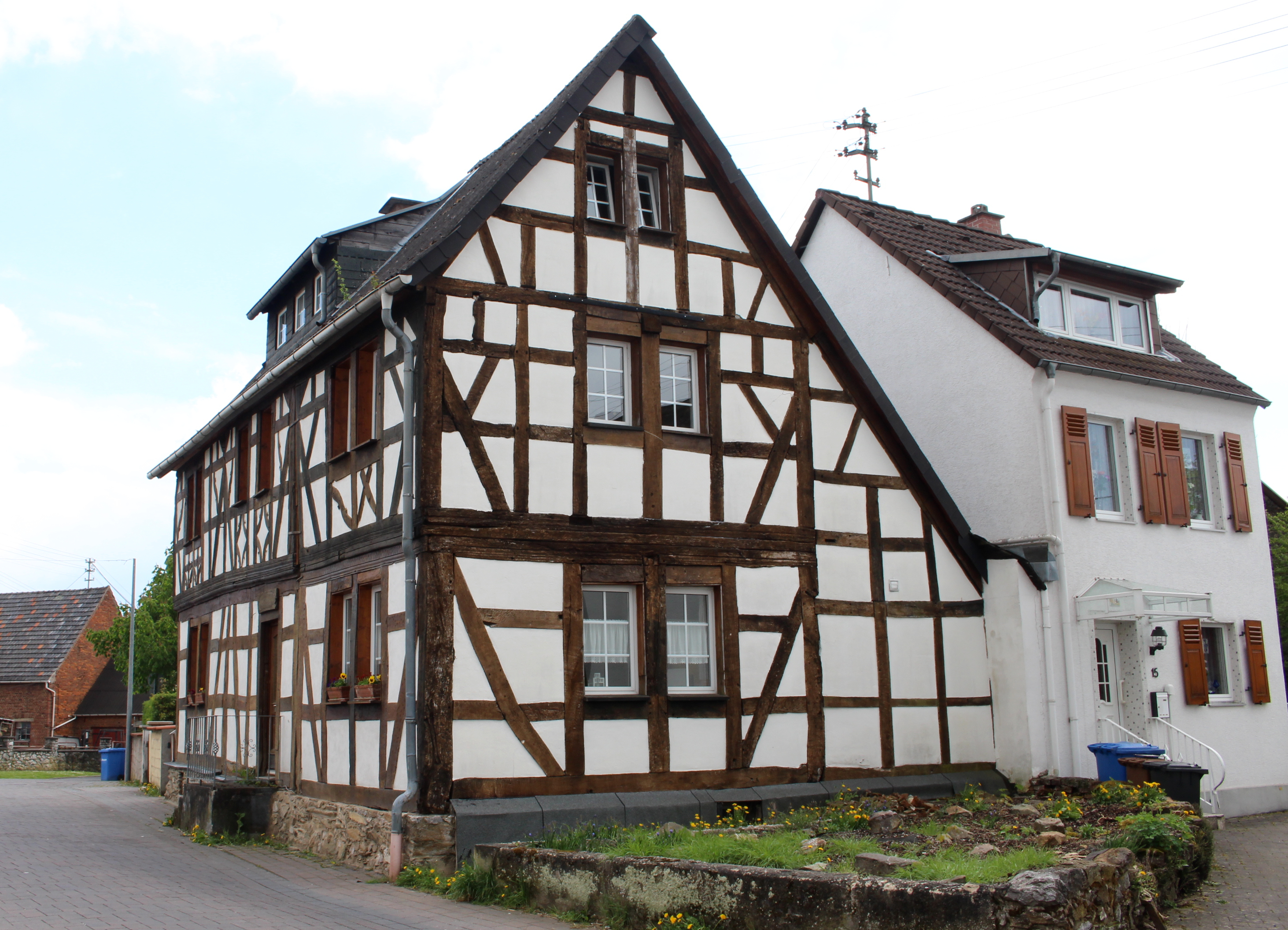
Kirchgasse 13, aus Nordwesten gesehen

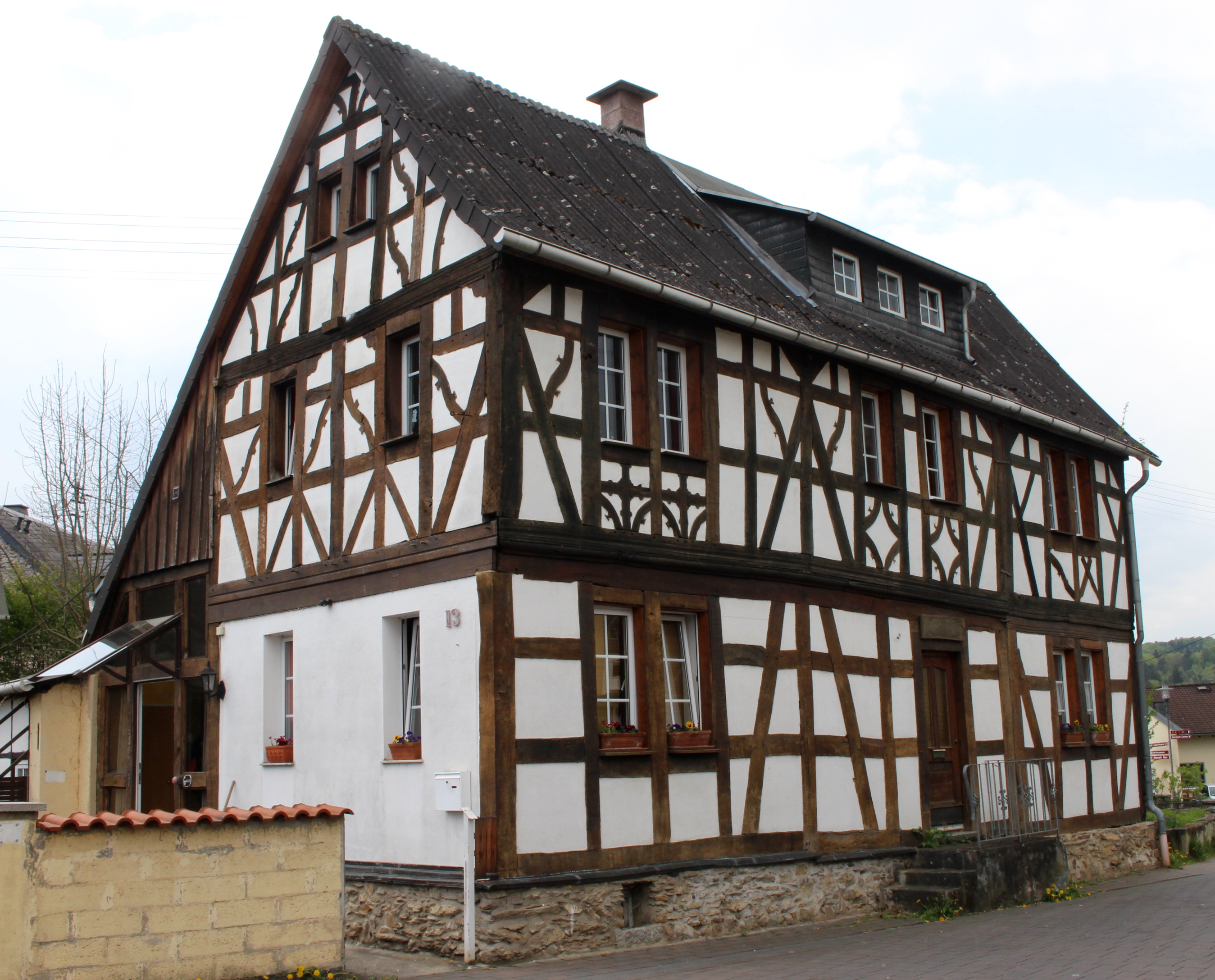
Kirchgasse 13, aus Nordosten gesehen

Dieses kleinformatige Wohnhaus aus dem 18. Jahrhundert wurde vor allem durch die Vergrößerung der Fenster stark verändert. Das Fachwerk befindet sich unter Putz. Erhalten ist der für den Westerwald typische Niederlass. Besonders wird das Haus durch seine Position im Scheitelpunkt einer weit geschwungenen Straßenkurve hervorgehoben.

### Kirchgasse 22

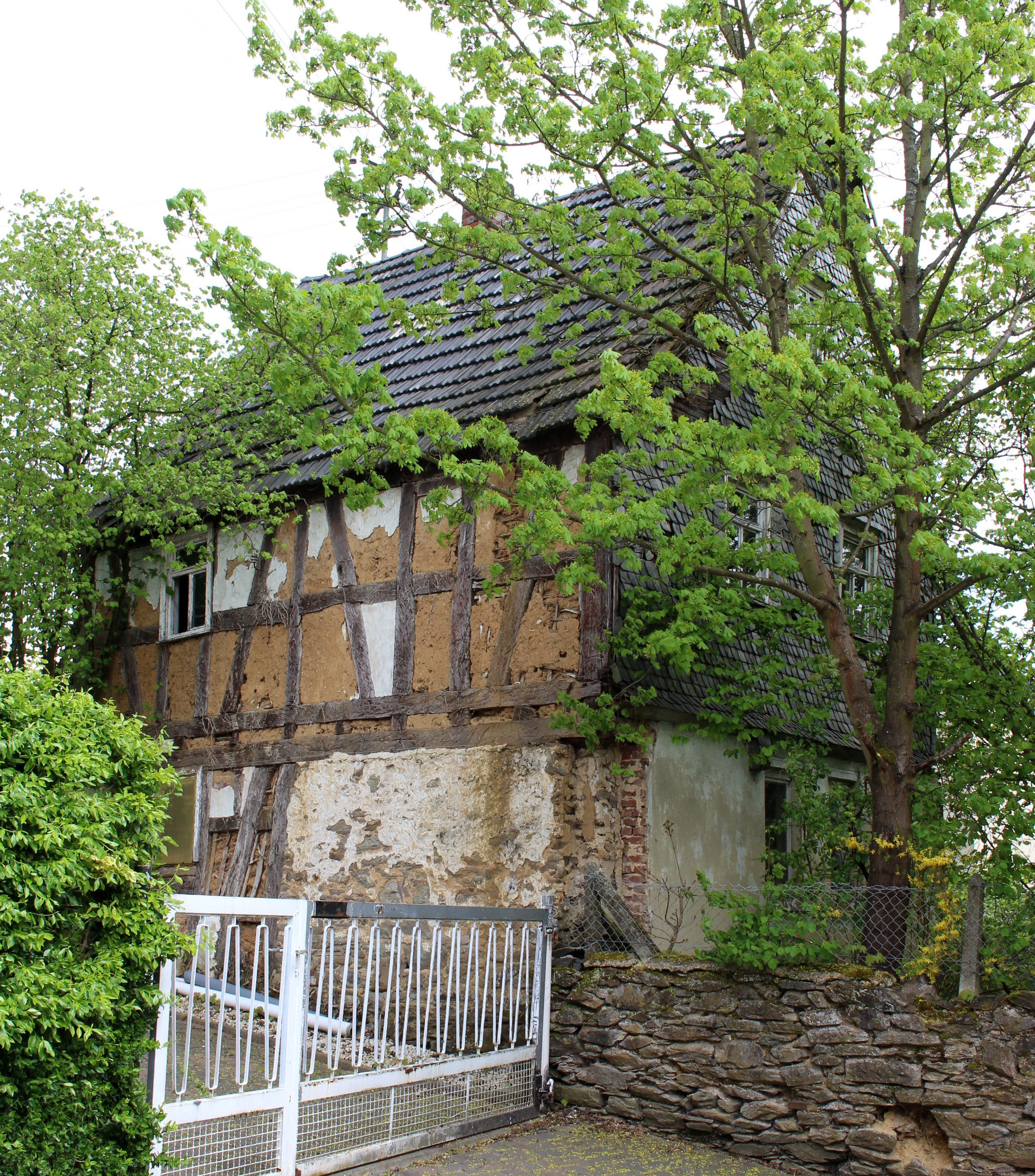
Kirchgasse 22

Bei dieser Anlage aus der Zeit um 1800 handelt es sich um ein bescheidenes Wohnhaus mit einem kleinen Nebengebäude. Die eher niedrige Stellung der Erbauer in der Dorfgemeinschaft schlägt sich in der geringen Größe und dem sehr schlichten Fachwerk nieder. Heute befindet sich das Bauwerk in einem schlechten Erhaltungszustand und ist teilweise ruinös.

### Kirchgasse 23

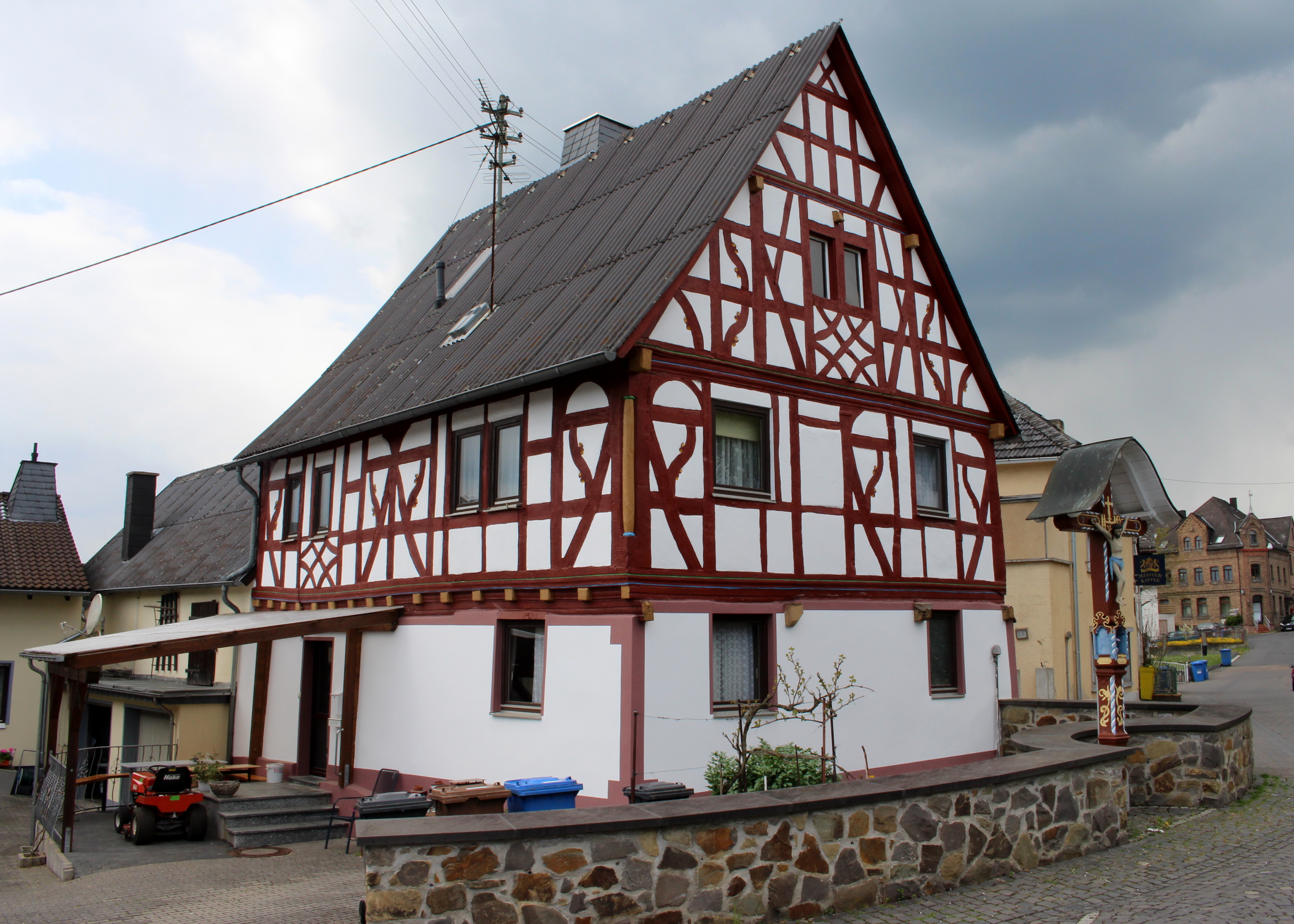
Kirchgasse 23

Bei diesem repräsentativen Fachwerkbau handelt es sich vermutlich um einen Zehnthof, der heute aber keinem Grundherren mehr zuzuordnen ist. Die Balkenkonstruktion ist durch zahlreiche gebogene und gezapfte Formen geschmückt. Die Eckbalken sind als Säulen profiliert. Der einmal vorhandene fränkische Erker hat sich nicht erhalten.

## Krämergäßchen 9

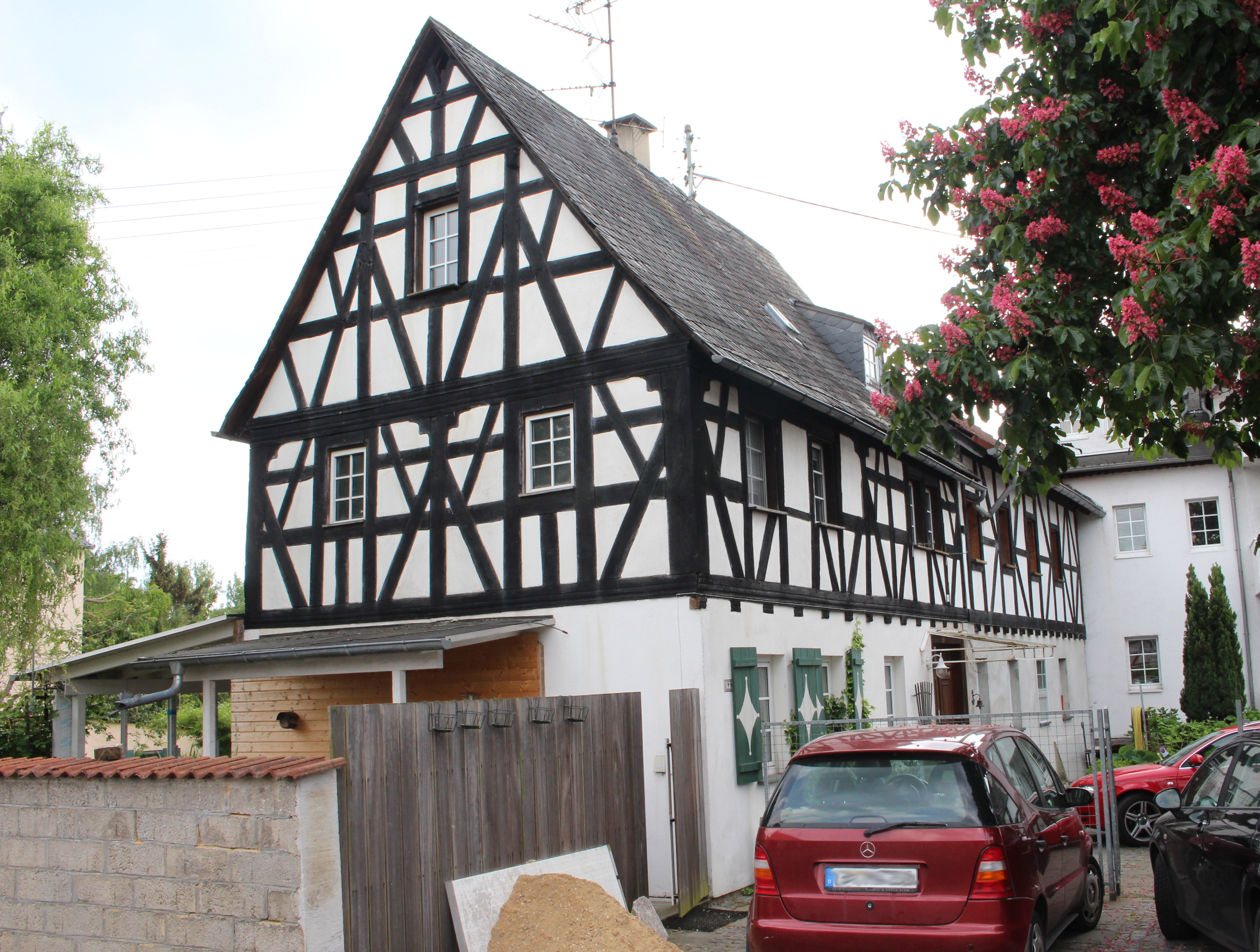
Krämergässchen 9

Bei diesem Fachwerkbau aus dem 18. Jahrhundert mit auffällig starken Eckständern sowie betonnten Kopfbändern und Mannformen handelt es sich um das letzte noch vorhandene Gebäude des alten Siedlungskerns am Krämergäßchen. Der Bau diente als Wohnhaus einer Hofreite, die die nassauisch-hadamarische Beamtenfamilie Meuser als kirchliches Lehen hielt.

### Obergasse 3
Der Fachwerkbau bildet mit einer heute zum Nachbargrundstück gehörenden ehemaligen Scheune einen Einhaushof. Der Giebel sticht durch seine zweizonige Aufteilung sowie durch eine kleine Gefachgröße hervor. Schwelle und Rähm sind durch Profile geschmückt.

### Obergasse 7

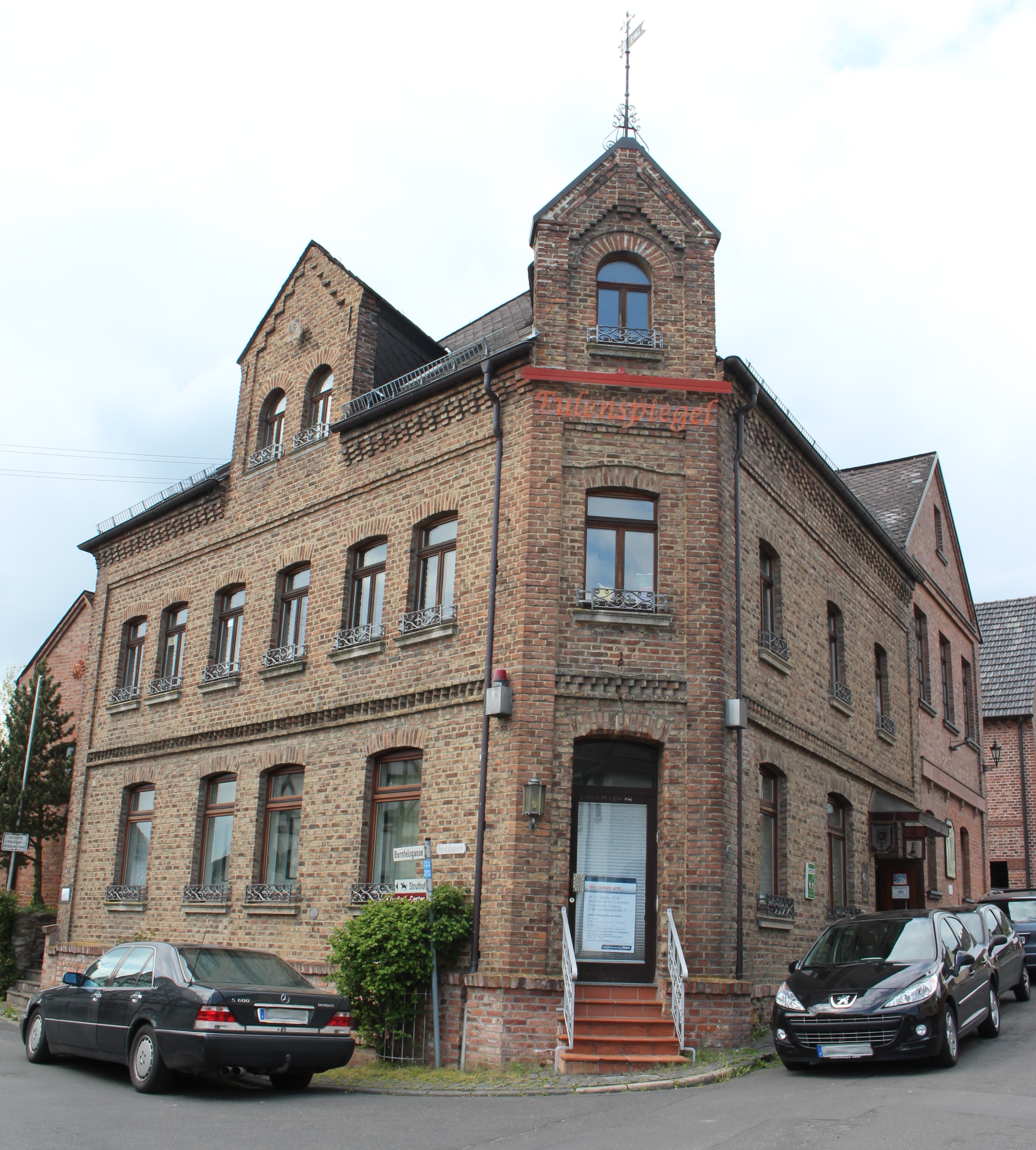
Obergasse 7

Der Backsteinbau von 1903 beherbergte die Kolonialwarenhandlung des Orts. Der als Risalit geformte Eckeingang prägt das gesamte Gebäude. Der übrige Bauschmuck an Giebeln und Gesimsen bleibt eher zurückhaltend. Wichtiges Baudetail ist das aus Eisen und Glas konstruierte Vordach des Wohneingangs. Bis 2014 beherbergte das Gebäude eine Sparkassen-Filiale. Derzeit wird es weiter als Gewerbestandort genutzt.

### Obergassen-Scheune

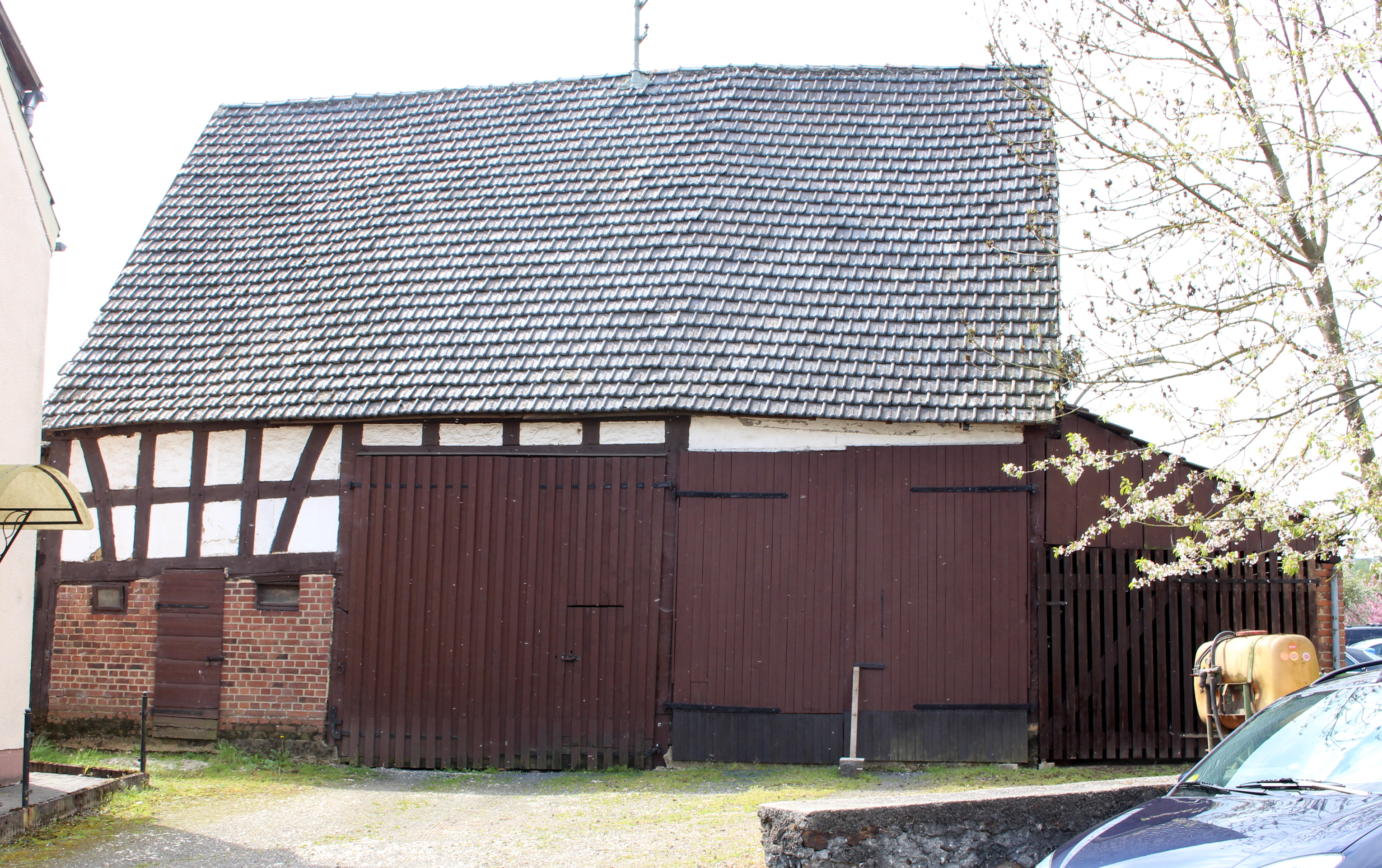
Obergassen-Scheune

Das 1732 errichtete Bauwerk ist die älteste erhaltene Scheune in Niederzeuzheim. Die Giebelluke trägt eine Sonne und die Jahreszahl als Schnitzwerk. Ansonsten ist das kleinteilige Fachwerk weitgehend ohne Schmuck.

### Sackgasse 2

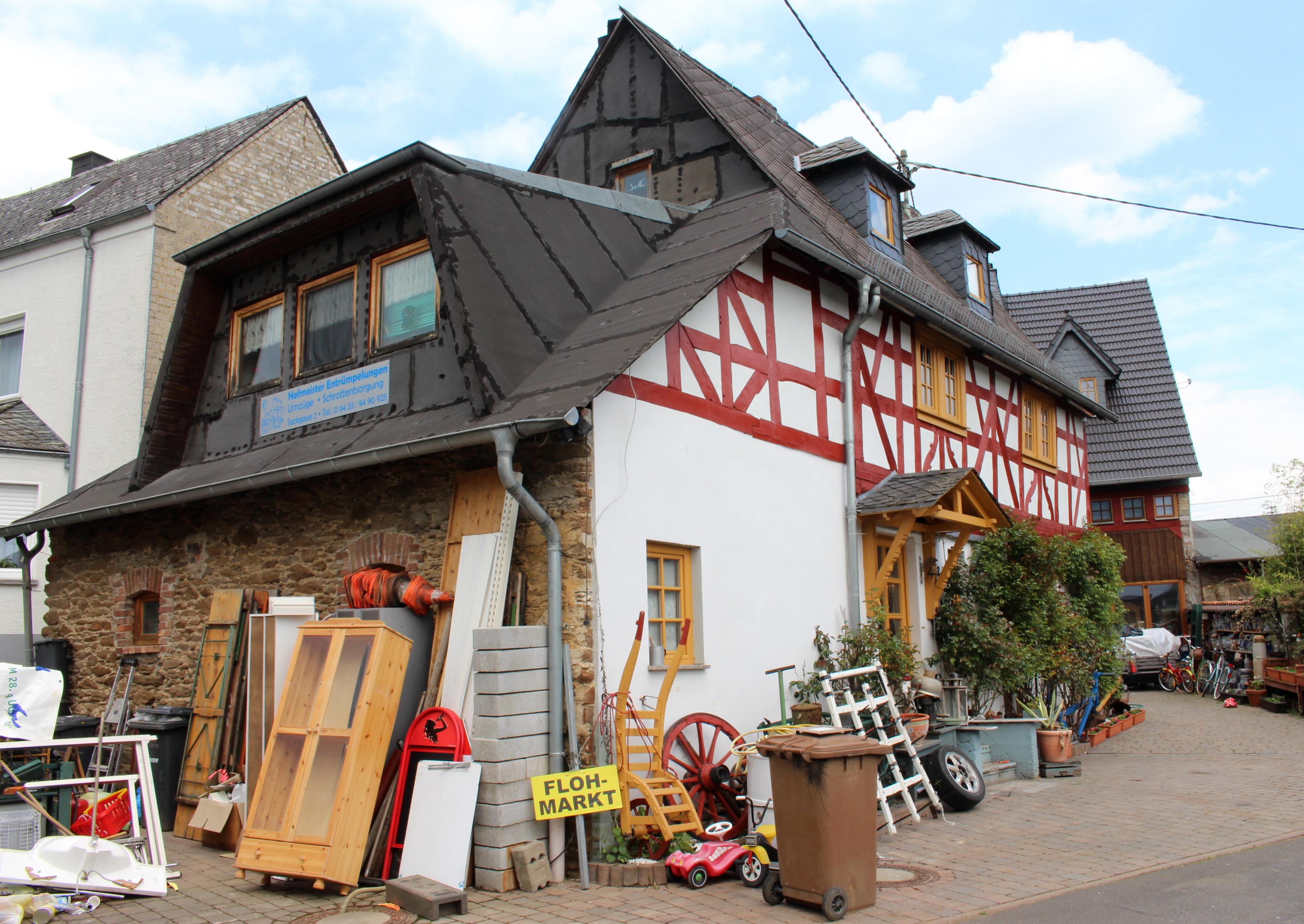
Sackgasse 2

Die kleinflächige Hofreite enthält auf engeam Raum Scheune und Wohnhaus aus dem 18. Jahrhundert. Der Fachwerkschmuck beschränkt sich auf wenige Zierstreben und Schnitzwerk an Rähm und Schwelle.

### Schulstraße 1

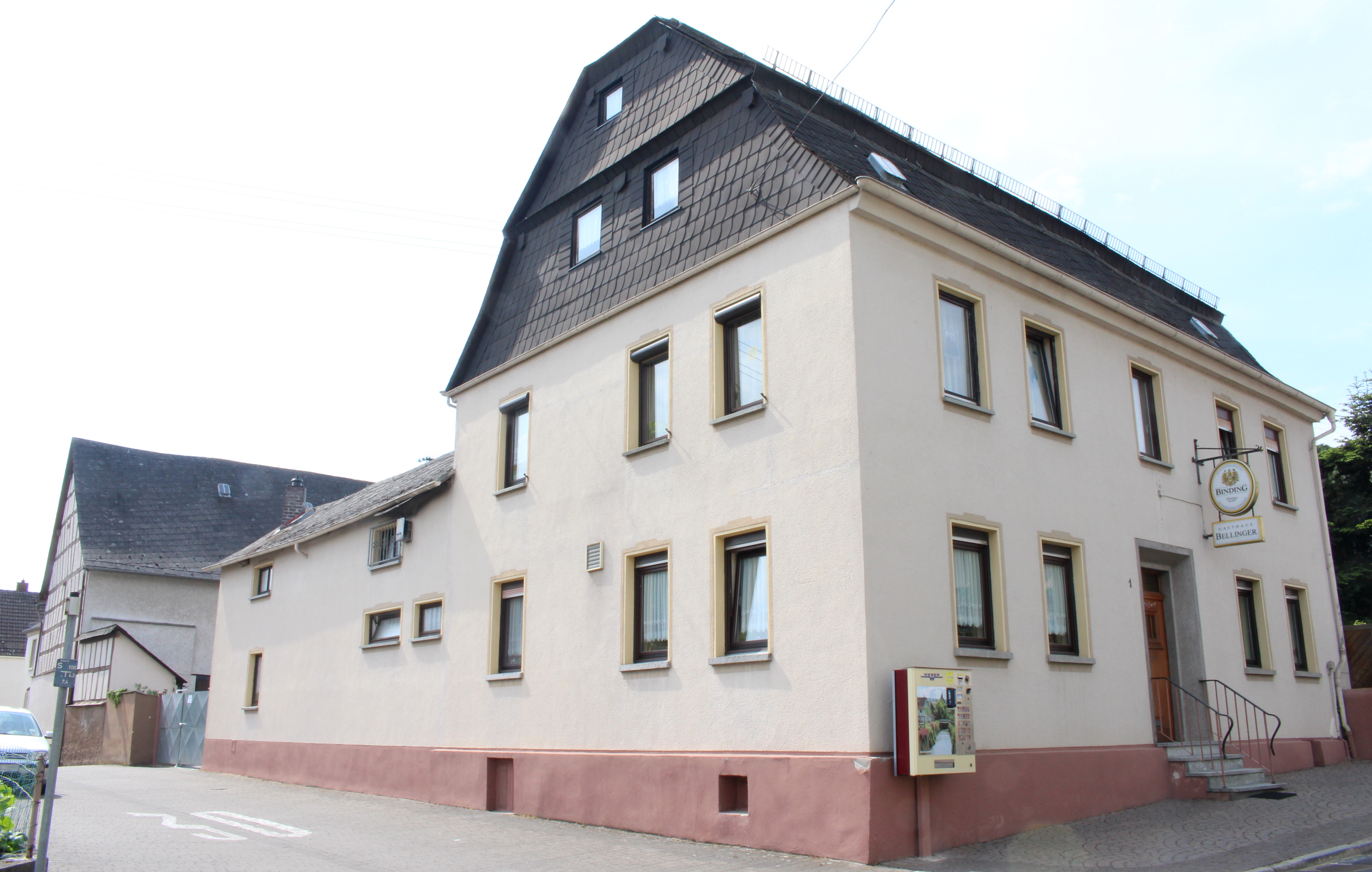
Schulstraße 1

Der ehemalige Gutshof mit Gaststätte fällt durch seine Größe und durch die aufwändige Dachkonstruktion des Haupthauses auf: ein Mansarddach mit Krüppelwalmen. Das Fachwerk im Obergeschoss ist durch Putz verdeckt, weitere Baudetails durch Modernisierungsarbeiten vernichtet. Die Anlage stammt aus der zweiten Hälfte des 19. Jahrhunderts.

### Untergasse 16

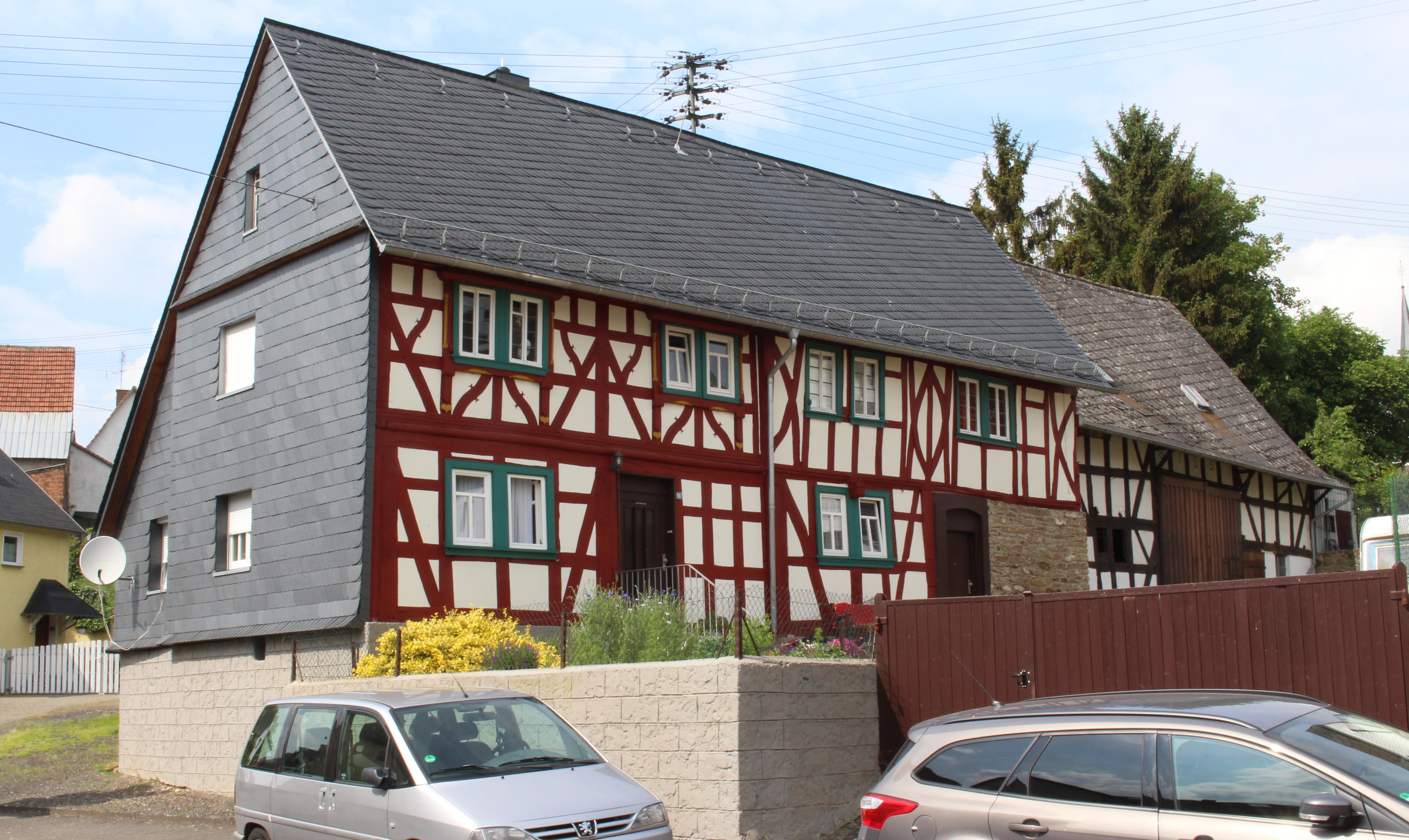
Untergasse 16

Diese große Hofanlage enthält das älteste Wohnhaus von Niederzeuzheim: das Wohnhaus, das um 1550 entstand. Das Fachwerk ist durch Bogenstreben und einige wenige noch vorhandene beschnitzte Balkenköpfe geschmückt. Links davon liegt ein Fachwerkhaus des 18. Jahrhunderts mit zwei fränkischen Erkern und profilierter Schwelle. Der angebaute Niederlass ist durch spätere Umbauten weitgehend verändert. Die Scheune von 1753 zeigt ein nur schlichtes Fachwerk.

### Untergasse 35

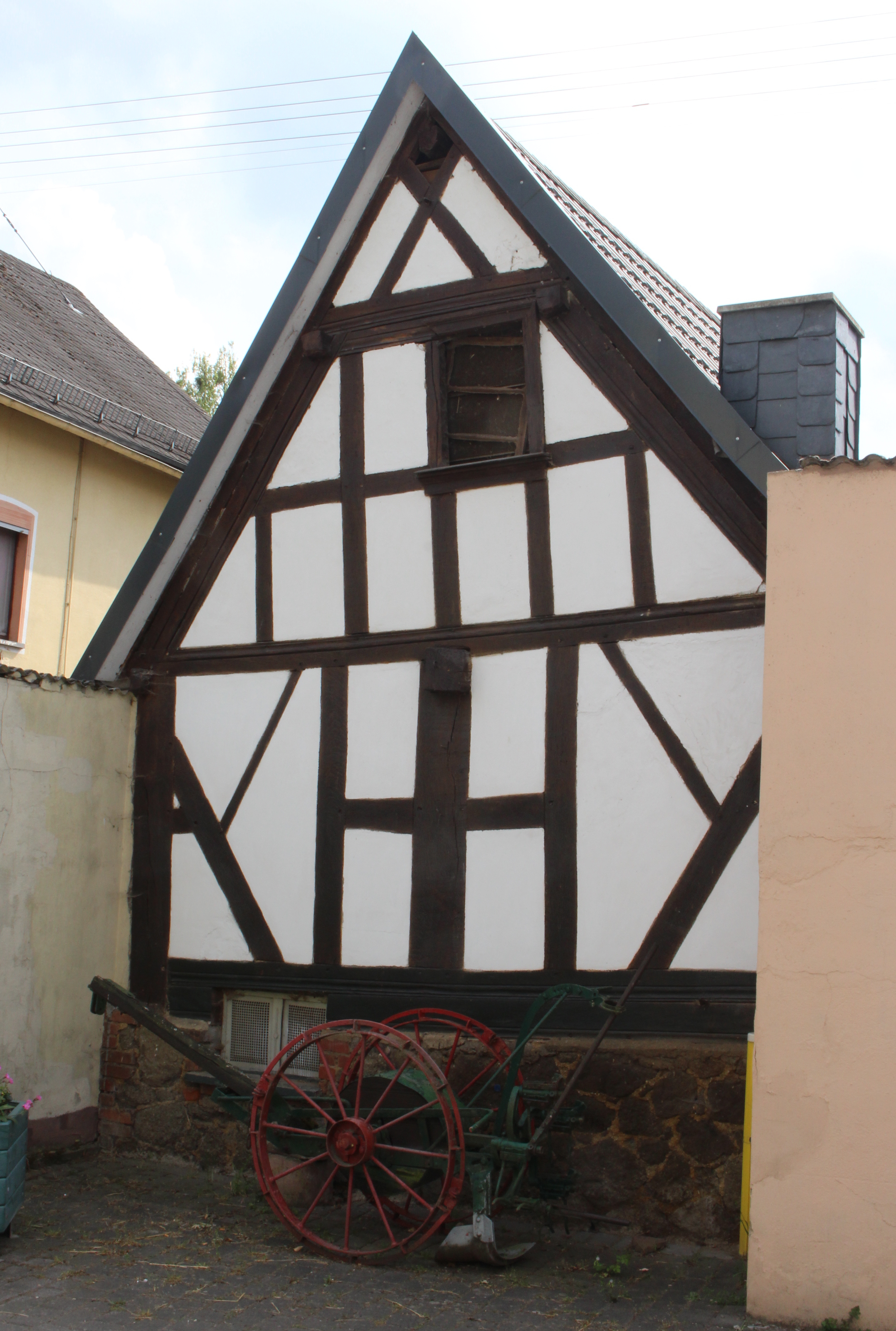
Untergasse 35

Bei diesem kleinen Stall- und Scheunengebäude handelt es sich um den Rest eines Lehnshofs des Limburger Georgsstifts. Das zugehörige Wohnhaus wurde 1986 in die christliche Kommunität Gnadenthal bei Bad Camberg versetzt. Wertvoll ist das kleine, um 1700 gebaute Fachwerkhaus, weil es seitdem praktisch nicht verändert wurde.

### Untergassen-Scheune

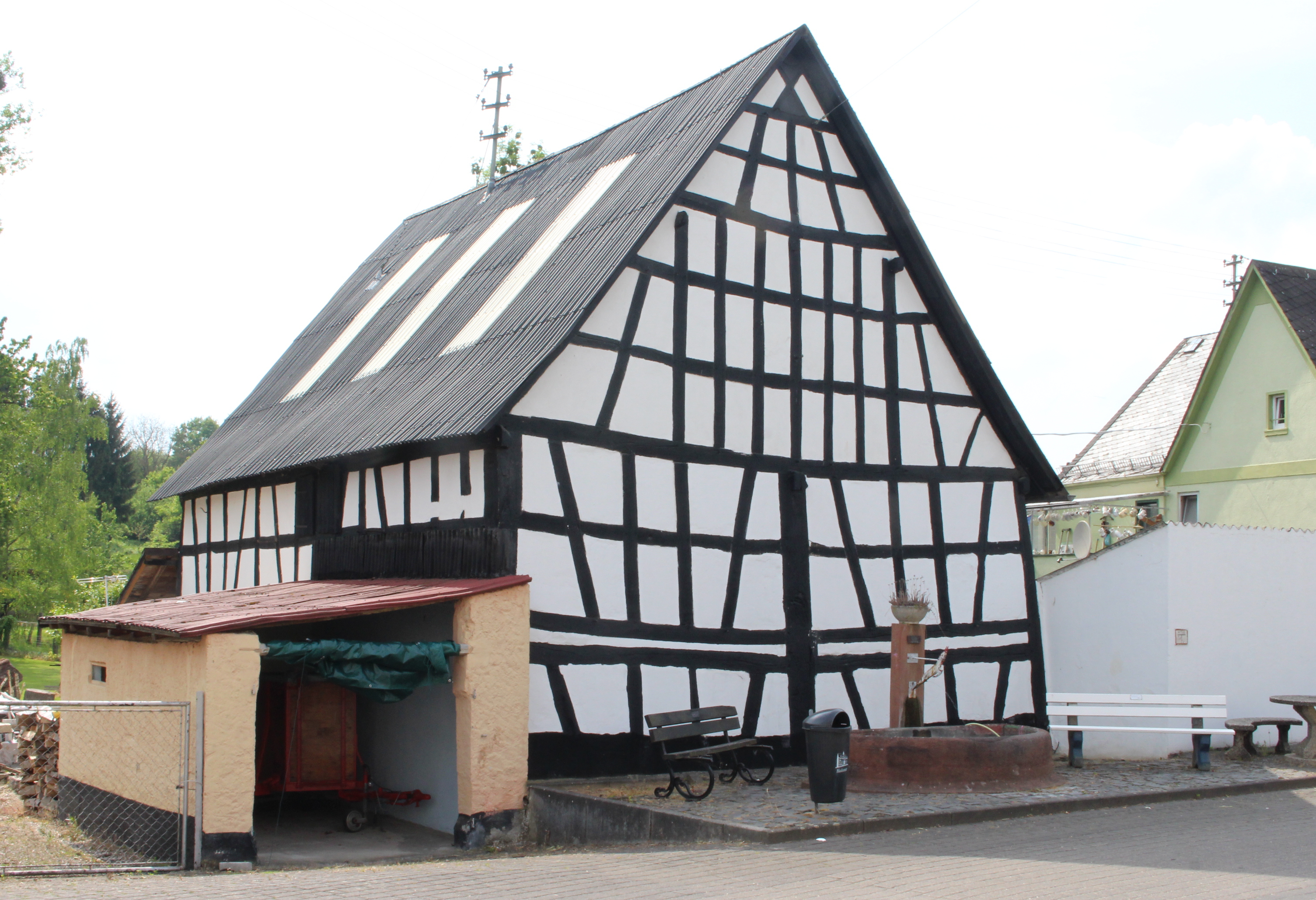
Untergassen-Scheune

Die freistehende Scheune zeigt ein sehr dichtes, einfaches Fachwerk. Lediglich der Torsturz ist profiliert. Es handelte sich ursprünglich um einen Teil des südlichen Abschlusses des Dorfkerns.

## Standbilder

### Wegkreuz in der Kirchgasse

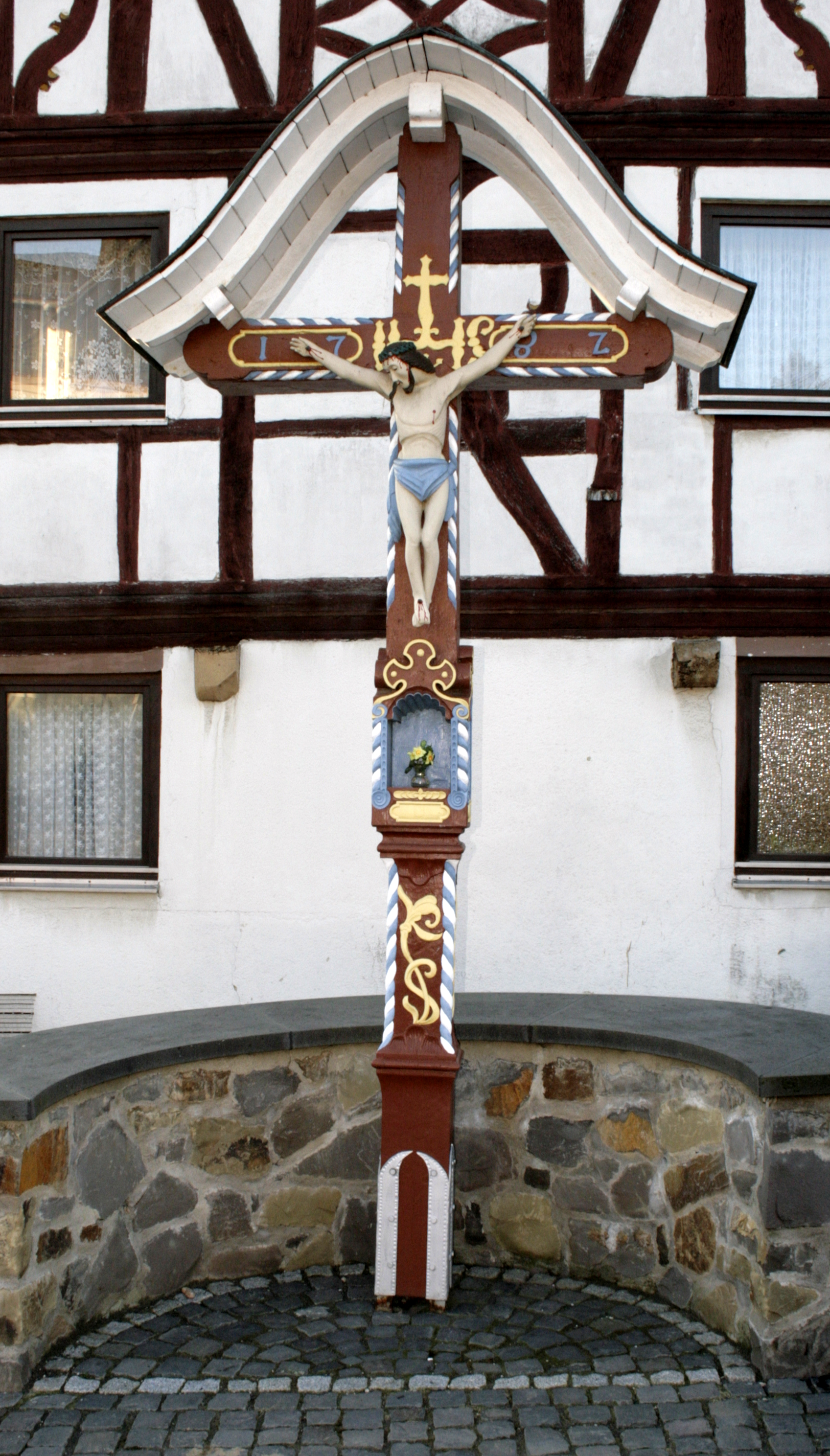
Wegkreuz in der Kirchgasse

Das Holzkreuz ist am Balken auf 1782 datiert, dürfte aber nicht mehr im Originalzustand sein. Der umfangreiche geschnitzte Schmuck mit Wappen heben das Kreuz über den Ort hinaus hervor. Der Korpus könnte die Nachbildung einer mittelalterlichen Figur sein. Heute fügt sich das Kreuz in das Ensemble des neu gestalteten Brunneplatzes ein.

### Wegkreuz in der Schulstraße

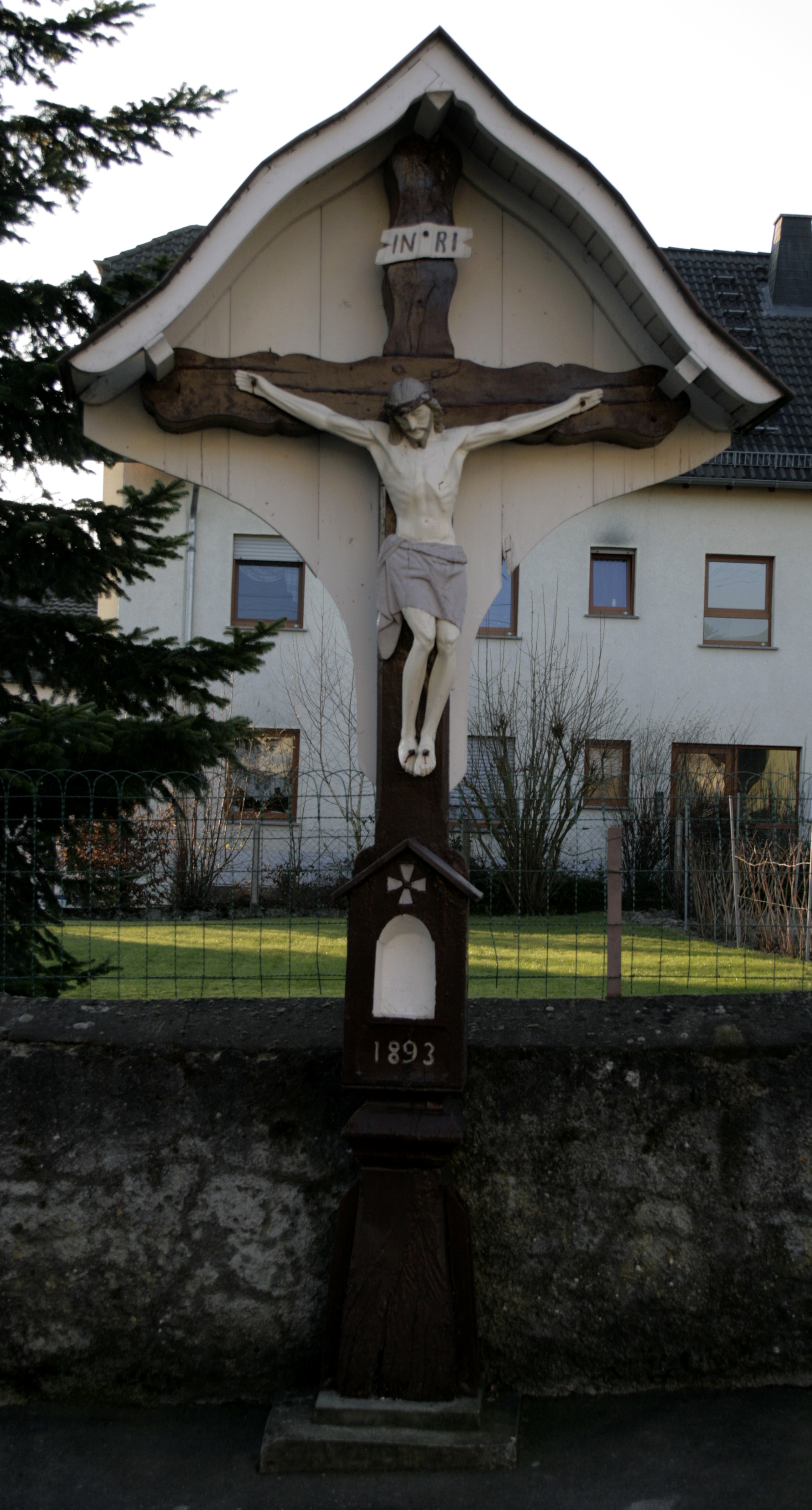
Wegkreuz in der Schulstraße

Das Wegkreuz von 1893 ahmt Vorbilder aus dem 18. Jahrhundert nach. Der Christuskorpus überzeugt durch seine hohe anatomische Korrektheit.